# ホンダ・N-BOX
N-BOX（エヌ ボックス）は、本田技研工業が生産・販売しているトールワゴン型の軽自動車である。
本稿では便宜上、派生車種のN-BOX +（エヌ ボックス プラス）、N-BOX SLASH（エヌ ボックス スラッシュ）も併せて記述する。

## 初代 JF1/2型（2011年 - 2017年）
軽自動車事業の刷新に先駆けて行われたマーケティング調査で「軽ラインアップがライバルに比べ手薄であること」が指摘された。そこで、軽自動車市場の約3割を占める人気カテゴリーでありながら、既存のホンダ軽自動車のラインアップにはない軽自動車規格のミニバンともいえる「軽スーパーハイトワゴン」を開発することとなり、当時大人気だったダイハツ・タントに対抗させた。
初代は開発に際し、シャシーとエンジンをセットで考えるという観点から、LPL(ラージプロジェクトリーダー、開発責任者)の浅木泰昭を含め、第2期ホンダF1に携わったメンバーが開発スタッフとして参画している。浅木は後に開発の背景として、当時「超円高で輸出ができず、国内で生産できるクルマを何か造り出さないと、工場をリストラしなければならない」状況だったことを挙げ、輸出を考えない国内専売車種として新しい車を作ることが求められていたことを語っている。
市販とは直接関係ないものの、デザイン要素の多くは2006年のロサンゼルスオートショーにて公開されたステップバスコンセプトから取り入れられており、実質N-BOXの原型といえる。
市販モデルは、2011年（平成23年）に開催された第42回東京モーターショーに出展され、『N CONCEPT 1』は『N BOX（標準形）』、『N CONCEPT 2』は『N BOX Custom』（エヌ ボックス カスタム）、『N CONCEPT 3』は『N BOX +』として市販された。
2012年（平成24年）7月には、「新しい可能性をプラスする」をコンセプトに、N BOX +を発表（詳細は後述）、2014年（平成26年）12月には、ロールーフ（チョップドルーフ）モデルであるN-BOX SLASHを発表・発売した。
製造は従来よりホンダの軽自動車を手掛けている八千代工業（ホンダオートボディーを経て、現・マザーサンヤチヨ・オートモーティブシステムズ）ではなく、鈴鹿製作所で行われる。開発過程では、通常本田技術研究所（栃木研究所・四輪R&Dセンター）において行われる開発作業の一部を、「東日本大震災の影響で栃木研究所の建物がダメージを受けコンピュータが使えなくなった」という事情から生産ラインである鈴鹿製作所において行ったが、開発部門と製造部門のすり合わせ作業がスピードアップし、効率よく作業が進むという「怪我の功名」もあった。
発売直後から数多くの賞を受賞し、軽4輪車部門の新車販売台数では2014年（平成26年）を除いて首位を獲得。さらにホンダ4輪車史上最速となる累計販売台数100万台を達成するという大ヒットを記録、ホンダの看板車種にまで一気に登り詰めた。

### メカニズム
空間効率を最大限にするため、新設計の「Nシリーズ共通プラットフォーム」に加え、フィットに採用されたセンタータンクレイアウトをホンダの軽自動車で初めて採用。その結果、クラスでもっとも低いフロアを実現した。同時に「ミニマムエンジンルーム」の思想を採り入れたことによって従来比で70 mm前方に圧縮し、その分を室内長として活用している。
搭載されるエンジンは、それまでライフやゼストなどに搭載されていたP07A型エンジンから、新開発され構造を刷新したS07A型エンジンに変更された。吸気側の連続可変バルブタイミング・コントロール機構（VTC）やロングインテークマニホールド、ハイドロリック・ラッシュアジャスター、低張力ピストンリングおよびピストンパターンコーティング、スイングアーム式ロッカーアームなどの採用によって、軽量およびコンパクトでありながら扱いやすく高出力な特性を獲得している。なお、ホンダが生産する軽自動車へDOHCエンジンが搭載されたのは、1963年（昭和38年）登場のT360以来48年ぶりで、4バルブ方式のDOHCエンジンは初採用となった。
変速機もホンダの軽自動車として初めてかつ専用に新開発された無段変速機（CVT）を採用した。また、ホンダの4WD車でCVTが採用されるのは2010年（平成22年）に販売終了となったエアウェイブ以来である。加えて、NAエンジン全車にアイドリングストップ機構を採用することなどにより、JC08モード燃費でNA・FF車で22.2 km/L（N-BOX +は21.2 km/L）、ターボ・FF車で18.8 km/L（N-BOX +は19.4 km/L）の低燃費を実現しており、N-BOX・N-BOX +共にNA車は駆動方式を問わず平成27年度燃費基準を達成している。また、軽自動車としては初めてVSAとヒルスタートアシストシステムを全車に標準装備した。
ボディー鋼板には、新日本製鐵（現・日本製鉄）製の高張力鋼板（ハイテン）が採用され、車体軽量化に寄与している。
- サイドパネル・590 MPa級ハイテン（冷延鋼板）
- サスペンションアーム・780 MPa級ハイテン（熱延鋼板）
- センターピラーには国内ホンダ車初めて1,500 MPa級ホットスタンプ（熱間プレス成形）材[10]が採用された。

コスト削減のため、積極的に海外製の部品を採用しており、例えばフロントウインドシールドガラスは中国の「福耀集団(フーヤオ)」製である。2代目から蓄冷エバポレーターが搭載されている。

### N-BOX SLASH （2014年 - 2020年）
N-BOXの派生車種でかつ、Nシリーズの第5弾車種として、2014年（平成26年）12月公式発表・発売された。なお、車両型式はN-BOX/N-BOX +と同じJF1/2型となる。
N-BOX/N-BOX +に比べてルーフを100 mm低くした上で、リアに向かってルーフラインを下げ、ウインドウラインをせり上げることで、BOXスタイルでありながら2ドアクーペに見せるように工夫したデザインを採用。リアドアはスライド式ではなくヒンジ式のドアとなり、ヴェゼル同様にリアドアアウターハンドルをガラス側に配置している。また、ルーフモール、リアピラーガーニッシュ、フューエルリッドなどに金属調の加飾を施した。また、全タイプでカスタムテイストのデザインを採用しているため、Nシリーズの他の車種で設定されているノーマルタイプが存在せず（ただしフロント周りの基本はノーマルタイプのものがベース）、「カスタム」の名称も付かない。バックドアデザインはN-BOX/N-BOX +カスタムのデザインテイストが踏襲されているが、下がったルーフに合わせて構成パーツはすべて専用品となる。なお、左下の車名エンブレムは「N/」となっている。
内装は「G」と「G・Aパッケージ」はベージュ基調の「ブライトロッドスタイル」を、「G・ターボAパッケージ」と「X」系にはブラック基調の「ストリートロッドスタイル」をそれぞれ採用。「X」系にはメーカーオプション「インテリアカラーコレクション」でレッド基調にチェッカーフラッグの模様をあしらった「ダイナースタイル」、ホワイト基調にライトブルーを配した「グライドスタイル」、ブラウン基調にブラックを配した「セッションスタイル」の3種類から選択できる。
リアシートはチップアップ&ダイブダウン機構に加え、前後スライド機構も搭載された。
メカニズムについてはおおむねベース車に準ずるが、パーキングブレーキについてはボタンひとつで作動する電動制御式（EPB）を採用した。ドラムブレーキで同方式は世界初であり、機構的にはリヤブレーキドラムの中にモーターを組み合わせることで実現させている。
オーディオは8個のスピーカーと17 cmバックロードホーン型サブウーファーで構成する「サウンドマッピングシステム」（X系に標準装備。オプションのディスプレイオーディオかディーラーオプションのギャザズナビゲーションを装着する必要がある）を搭載し、臨場感あふれる音響空間を実現した。

### 年表

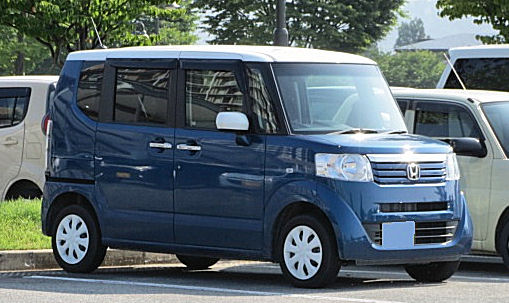
N-BOX+ G・Lパッケージ 2トーンカラースタイル ブルー&ホワイト (2012/7-2012/12)
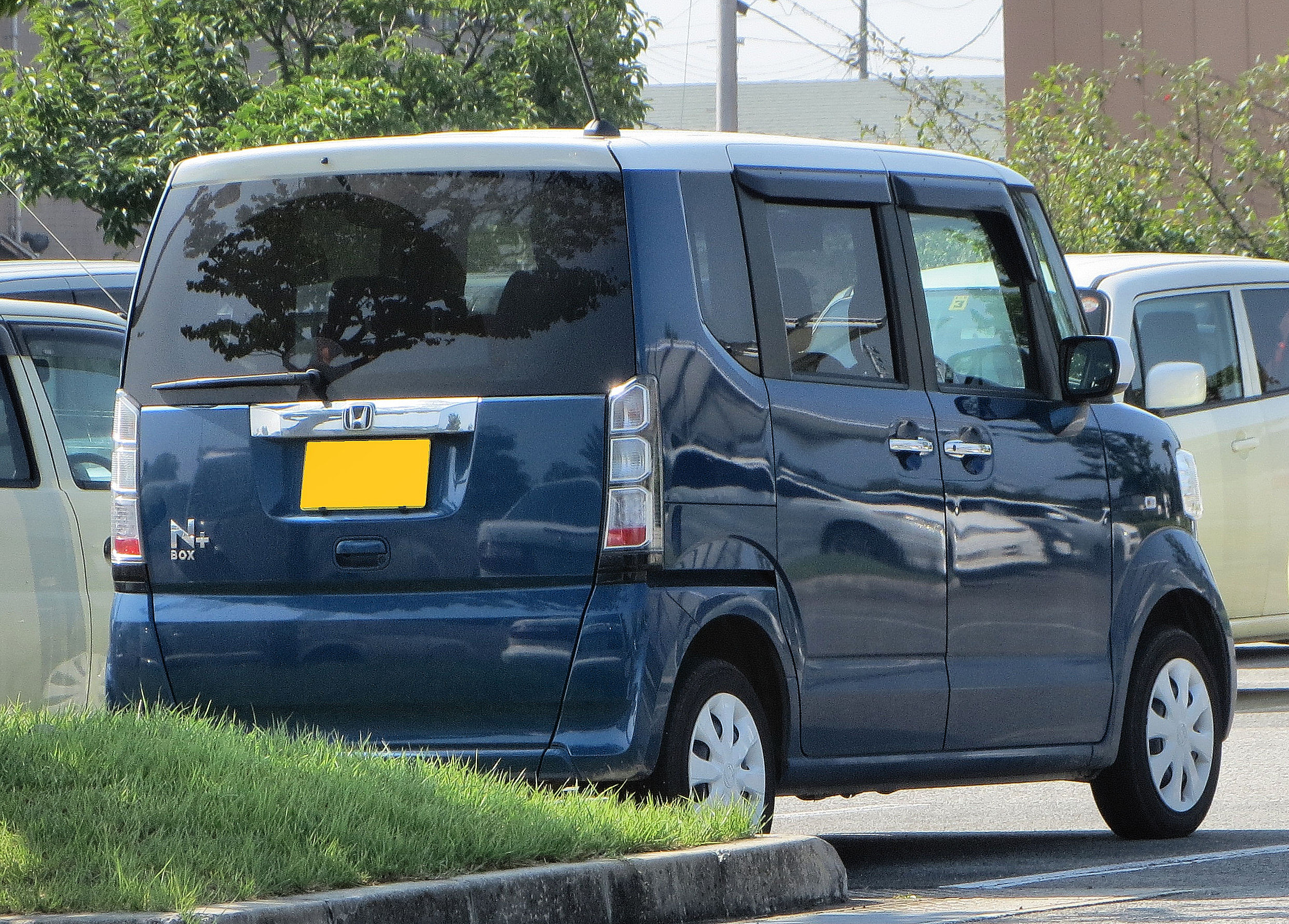
N-BOX+ G・Lパッケージ 2トーンカラースタイル 後面（初期型）
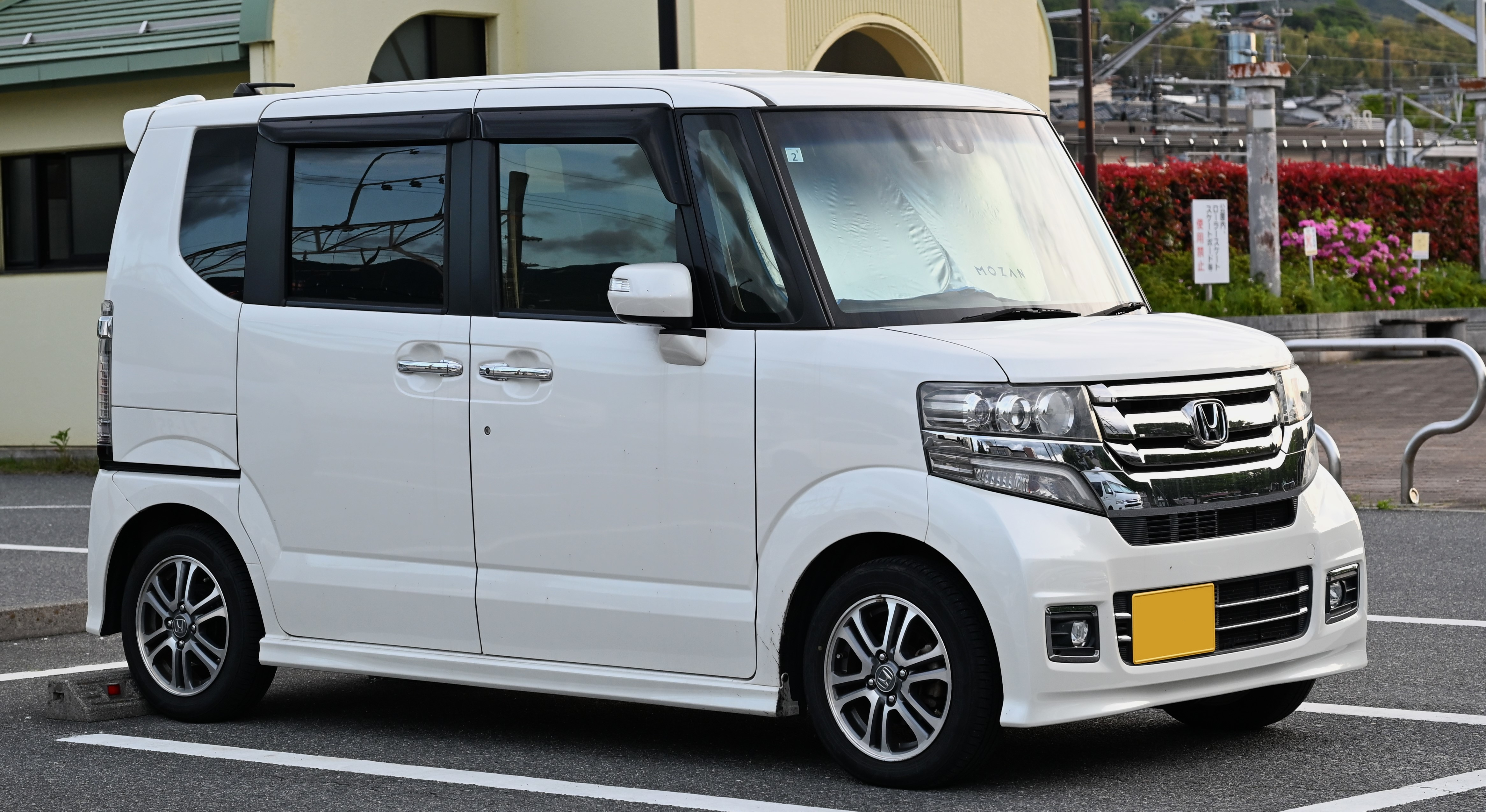
N-BOX+ カスタム G・ターボLパッケージ （初期型）
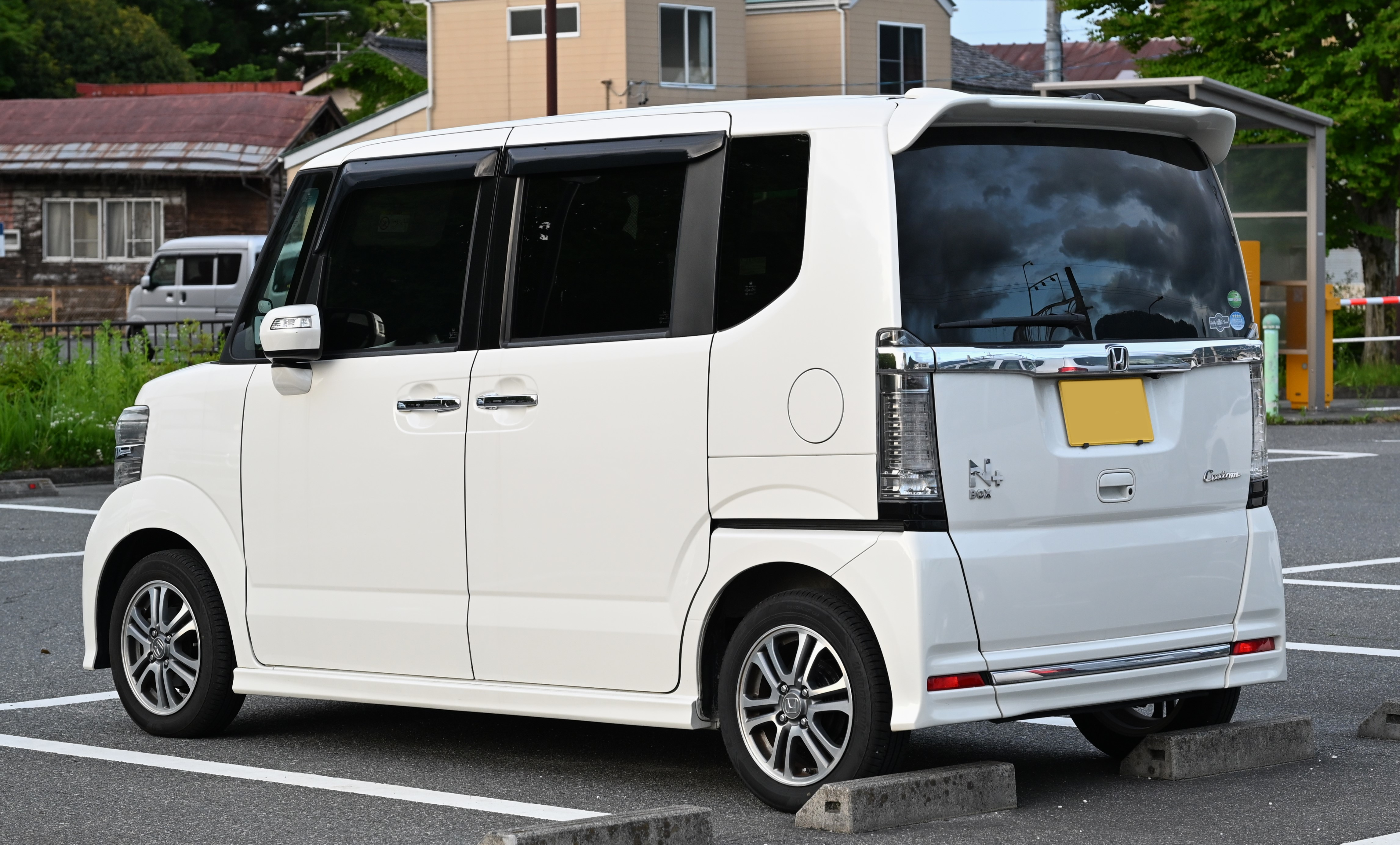
N-BOX+ カスタム G・ターボLパッケージ 後面（初期型）

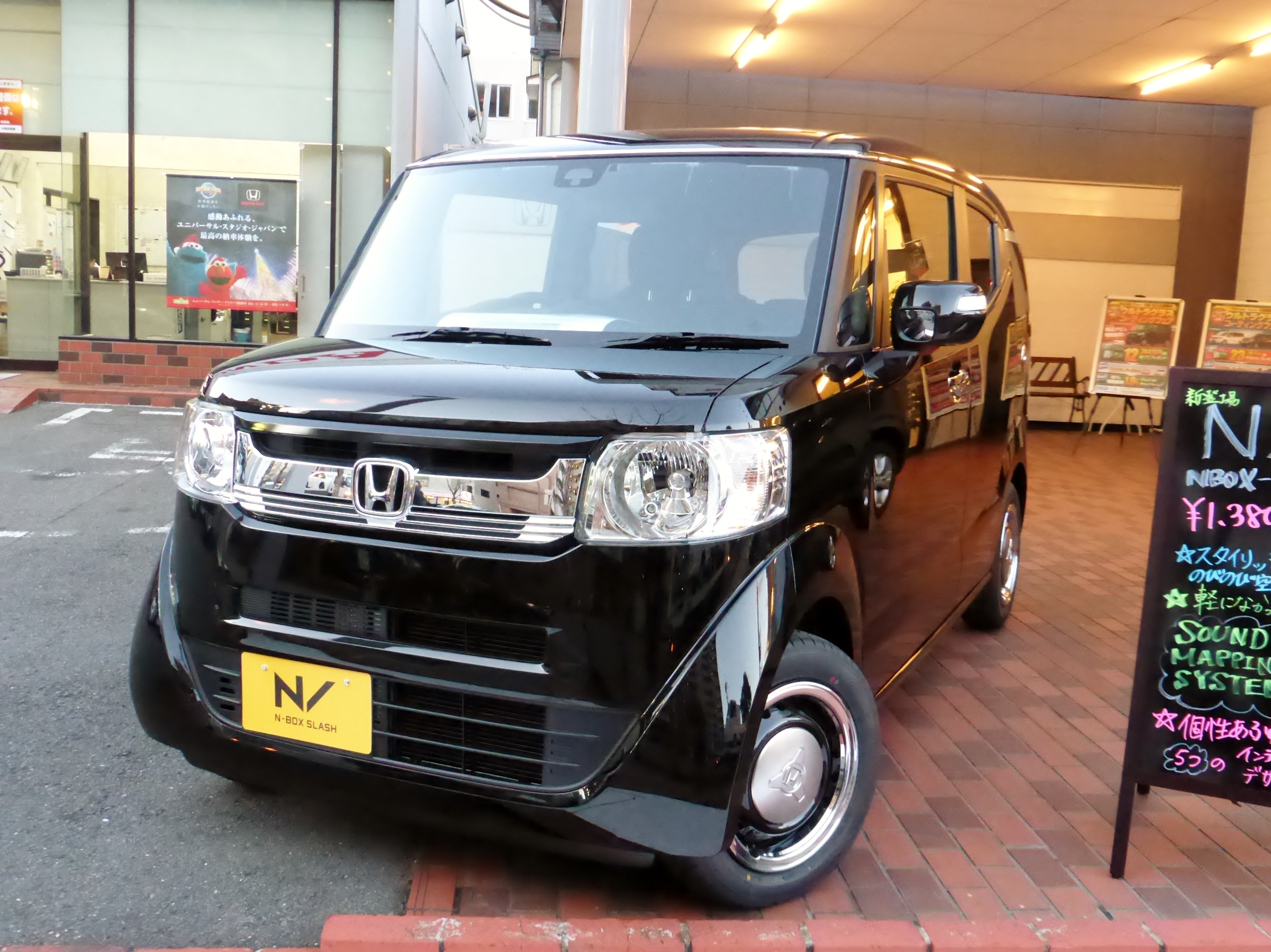
【N】N-BOX：2011年 - 2017年
- 【N+】N-BOX +：2012年 - 2017年（車いす仕様車除く）
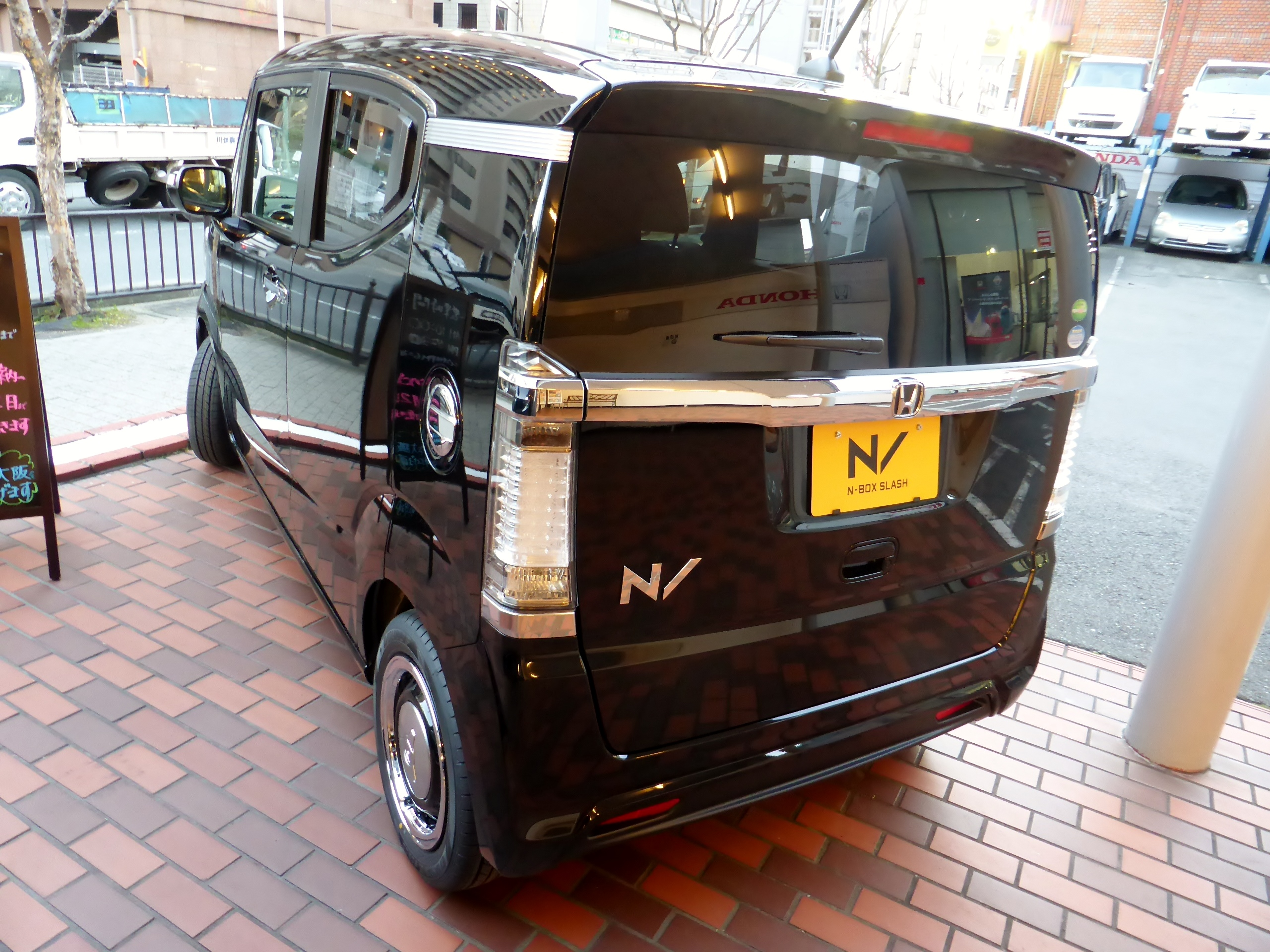
【N/】N-BOX SLASH：2014年 - 2020年
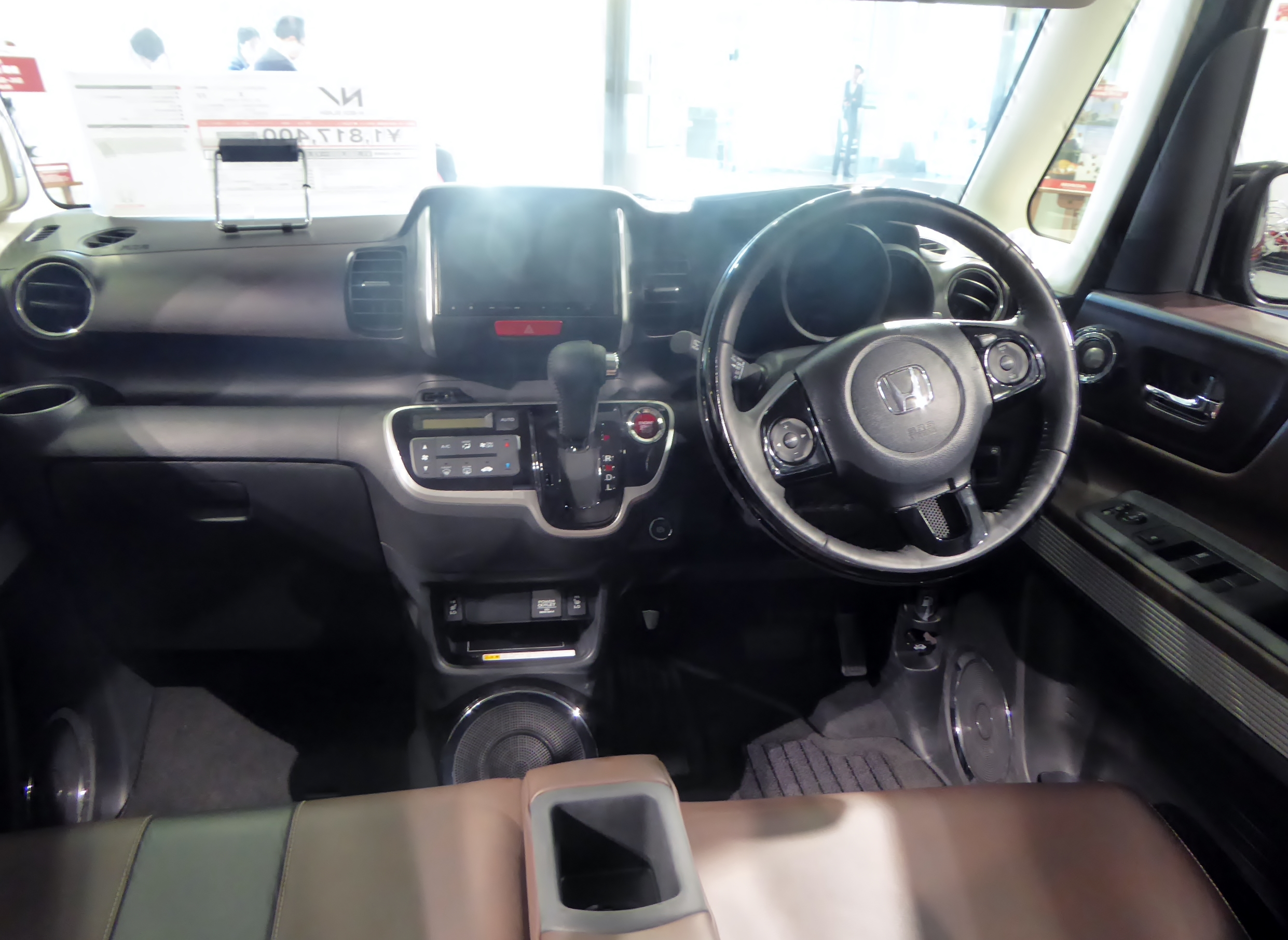
N-BOX SLASH X 室内
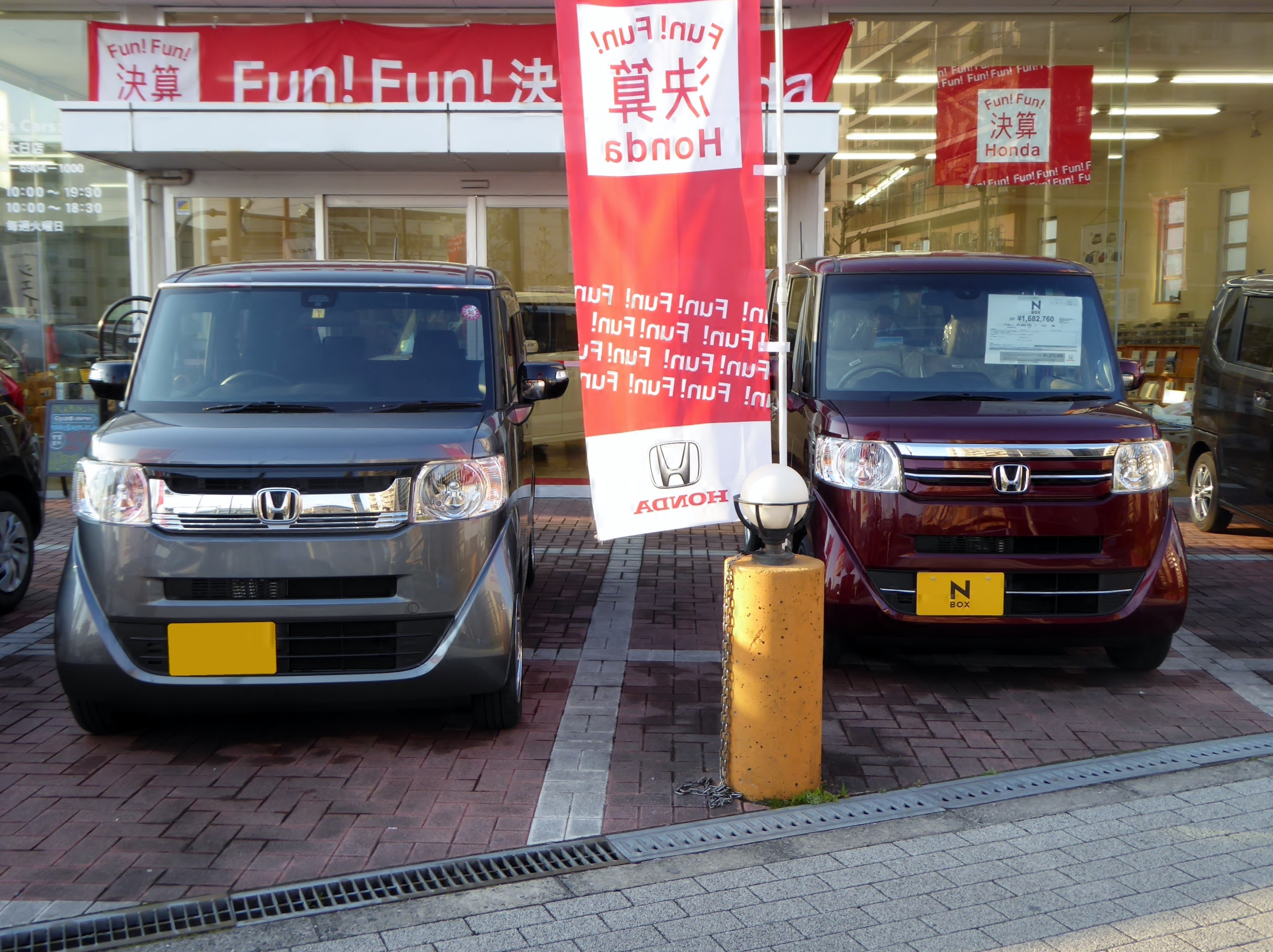
N-BOX SLASH N-BOXとの比較

- 2011年

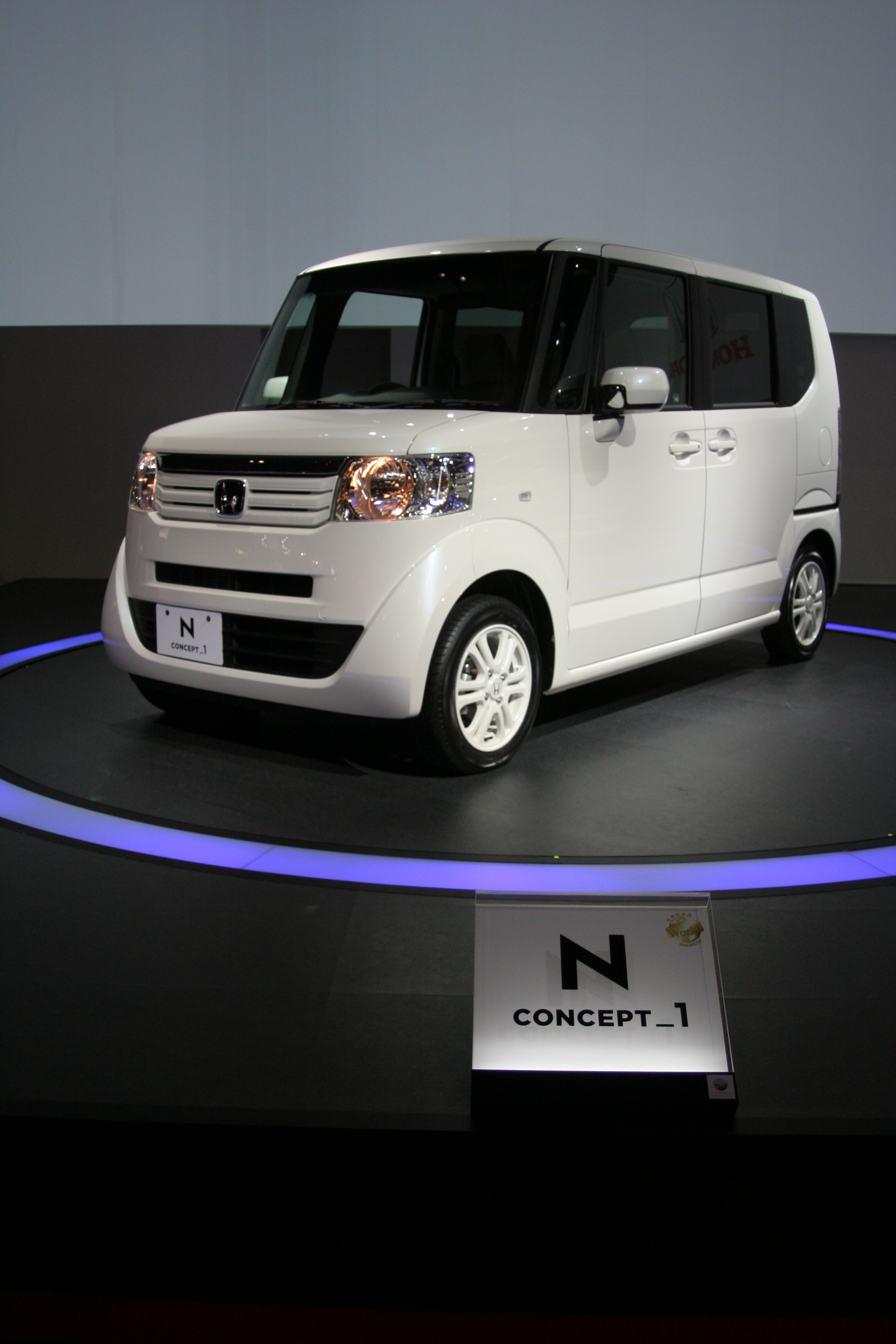
コンセプトカー『N CONCEPT 1』

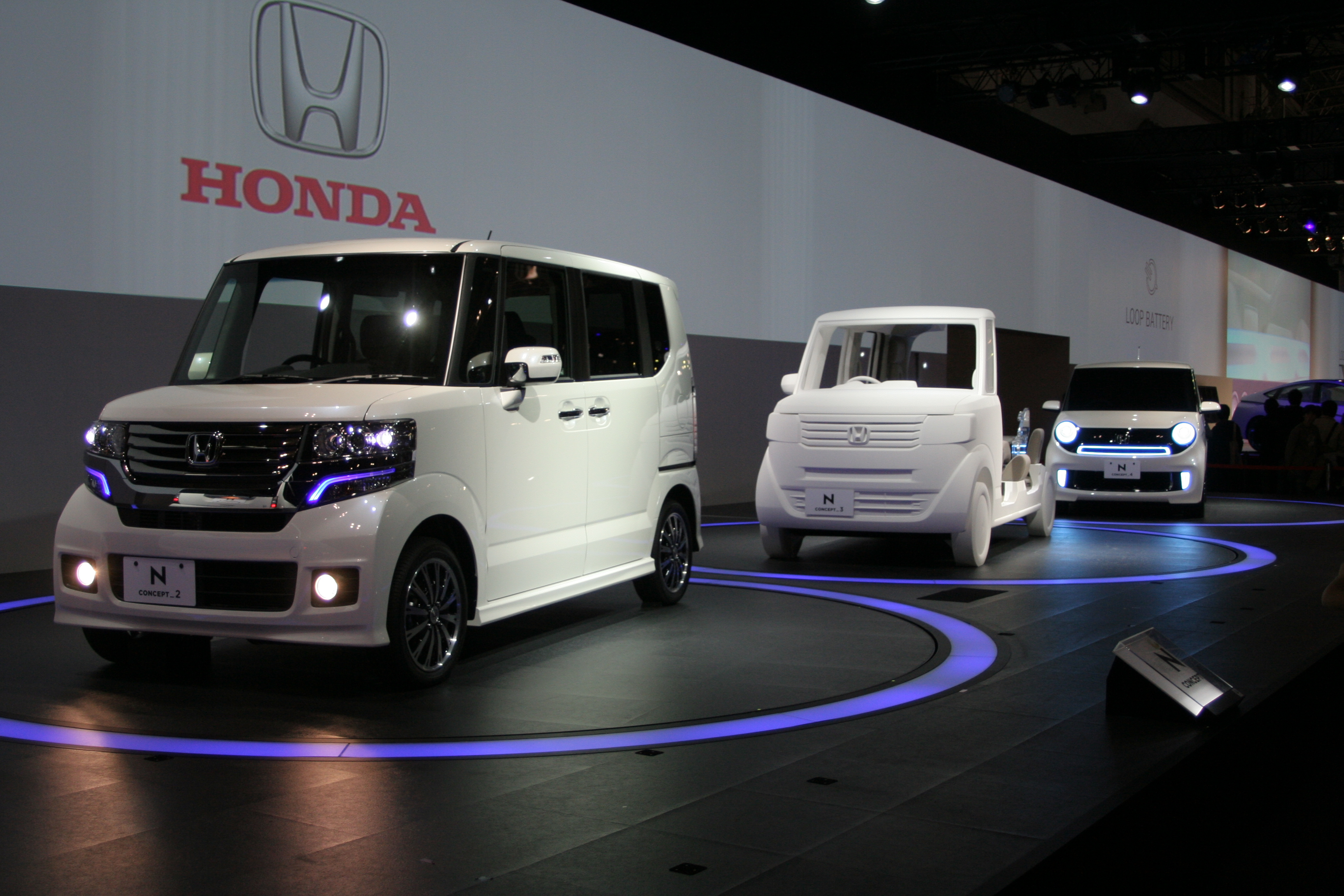
コンセプトカー『N CONCEPT 2』『N CONCEPT 3』

  - 10月27日 -【N】インサイトのマイナーチェンジおよびフリードハイブリッド・フリードスパイクハイブリッドの発表会見において、市販前提のモデルを初公開[12]。
  - 10月31日 -【N】公式ティーザーサイトを開設。発表時のプレスリリースでは同年12月の発表予定を公表した[13]。
  - 11月10日 -【N】第42回東京モーターショーの出展モデルとして『N CONCEPT』4車種を発表[14][注 2]。
  - 11月30日 -【N】発売モデルと販売日を発表[15]。
  - 12月16日 -【N】「N BOX」として販売が開始される。

『N CONCEPT 1』と『N CONCEPT 2』の市販モデルで、ノーマルタイプとエアロパーツを装備した「カスタム」の2タイプで展開される。それぞれに標準仕様の「G」と装備を充実させた仕様の「G・Lパッケージ」を設定。加えて「カスタム」にはターボエンジンを搭載し、両側パワースライドドア（タッチセンサー/挟み込み防止機構付）[注 3]、クルーズコントロール、パドルシフトなどを装備した最上級仕様の「G・ターボパッケージ」も設定される。
- 2012年
  - 2月9日 -【N+】『ジャパン・キャンピングカーショー 2012』に『N CONCEPT 3』のエクステリアモデルとインテリアモデルを出品し初公開することを発表[16][17]。
  - 4月16日 -【N+】『バリアフリー2012』に『N CONCEPT 3』の車いす仕様車を出品することを発表[18]。
  - 7月5日 -【N+】Nシリーズ第二弾として、『N CONCEPT 3』の市販モデルである「N BOX +（エヌ ボックス プラス）」を発表（発売は翌7月6日）[19]。

N BOXをベースに新設計のパワープラントを組み合わせ、荷室スペースの床を斜めにし、ディーラーオプションのアルミスロープを組み合わせることで車両の床面と地面を地続きにすることができ、バイクなどの車輪付き重量物の積み降ろしを容易にする「ユニバーサルブリッジ」と3つのボード（大小2つのマルチボードとエンドボード）を組み合わせることで多彩な空間アレンジを可能にする「マルチスペースシステム」の採用により日常利用やレジャー、介護まで幅広い用途に対応できる。グレード体系はN BOX同様に、ノーマルタイプと「カスタム」が用意されており、それぞれに「G」・「G・Lパッケージ」・「G・ターボパッケージ」の3タイプが設定された他、N BOXと異なり、ノーマルタイプにもターボ車の「G・ターボパッケージ」が設定された。さらに、N BOX +には、ボディカラーとルーフカラーが異なる「2トーンカラースタイル」がオプションとして用意されており、「G・Lパッケージ」と「G・ターボパッケージ」の2タイプで設定が可能である。元々の計画は車椅子仕様車の開発で、メーカーの大量生産ラインで作ろうとすると、少ない販売台数では1台あたりの生産コストが割高になるので[注 4]、販路を拡大することで台数を増やし車両価格を安価にするため、多目的用途車として販売することになった[20]。
  - 8月30日 -【N+】車いす仕様車が追加発売される[21]。

車いすでの乗り降りをサポートする電動ウインチが追加され、車いすのハンドルグリップを持ちながらの操作もしやすいリモコンが付く。また、3段階スライド式のアルミスロープの採用により、車いすでの乗り降りがない時は床下に倒して収納することが可能となり、テールゲートからの荷物の出し入れが容易となるだけでなく、大小2つのマルチボード（「G リアシートなしタイプ」を除く）を活用することで日常生活からレジャーまで幅広い用途に対応できる。グレード体系は「G リアシートなしタイプ」・「G」・「G・Lパッケージ」・カスタム「G」の4タイプで、軽規格のハイトワゴン/スーパーハイトワゴンの車いす仕様車では初となる4WD車を全タイプに設定している。
なお、このため「N BOX」自体には福祉車両の設定がない。
  - 10月4日 -【N】【N+】2012年度上半期（2012年4月～9月）の販売台数が11万8,431台となり、軽四輪車新車販売台数No.1を獲得したことを発表した[22]。
  - 12月24日 -【N】【N+】一部改良[23]。

NA車においてエンジンの高効率化により燃費を向上（N BOXのNA・FF車は2.2km/L、N BOXのNA・4WD車とN BOX +は2.0km/L向上）。これにより、「平成27年度燃費基準+10%」を達成した。併せて、N-ONEに採用したエマージェンシーストップシグナル（急ブレーキ時にハザードランプを高速点滅させ後続車に知らせる機能）を新たに標準装備するとともに、「G（N BOX +の車いす仕様車を除く）」にはフルオートエアコンディショナーとN BOX +に採用されている14インチタイヤを、「G・Lパッケージ」には14インチアルミホイールとドアミラーウインカーをそれぞれ標準装備した。また、ターボ車の「G・ターボパッケージ」が「N BOX」にも追加設定された。本タイプの2WD車は20.8km/Lの低燃費を実現し、平成27年度燃費基準を達成した。
併せて、新たに展開するコンプリートカー「Modulo X（モデューロ エックス）」の第1弾として、N BOXカスタムをベースに、高速道路での走行安定性の向上を目指した形状とした専用エクステリアや専用ローダウンサスペンションを採用し、本革巻ステアリングホイール&セレクトレバー、専用15インチアルミホイールなどを装備した「N BOX Modulo X」を発表した（2013年1月18日販売開始）[24]。
- 2013年
  - 4月4日 -【N】【N+】2車を合わせた2012年度（2012年4月～2013年3月）の販売台数が236,287台となり、軽自動車新車販売台数で第1位を獲得したことを発表した[注 5][25]。
  - 5月16日 -【N】【N+】鈴鹿スペシャル（Suzuka Special）の名を冠する特別仕様車「G SSパッケージ」、「G ターボSSパッケージ」を発売した[26]。

「N BOX」シリーズ4種それぞれに設定されており、標準タイプの「G」をベースに、前者は「Lパッケージ」、後者は「ターボパッケージ」の装備品が備わる。これらに加え、共通の特別装備としてノーマルタイプはクロームメッキ・アウタードアハンドル、運転席ハイトアジャスター（ラチェット式）、ブラックインテリアを装備。「カスタム」はステアリングホイール（ピアノブラック調ガーニッシュ付）とセレクトレバーにシルバーステッチ付本革巻を採用し、運転席ハイトアジャスター（ラチェット式）とLEDランプ（フロントマップ、ラゲッジルーム。「N BOX +」はテールゲートにも装備）を装備。さらに、「SSパッケージ」は共通でリア右側パワースライドドア（「Lパッケージ」で標準装備されているリア左側パワースライドドアと合わせてリア両側パワースライドドアとなる）を装備したほか、ノーマルタイプの「SSパッケージ」にはシルバー塗装のドリンクホルダーとメーターリングを、ノーマルタイプの「ターボSSパッケージ」にはディスチャージヘッドライトを、「カスタム」の「SSパッケージ」にはブラックの14インチアルミホイールを、「カスタム」の「ターボSSパッケージ」にはナビ装着用スペシャルパッケージの装備品をそれぞれ装備した。
  - 6月14日 -【N】【N+】リコールを発表（不適切な油圧制御プログラムにより、CVTの動力伝達装置（ドライブプーリーシャフト）が折損する恐れ[27]）。
  - 7月4日 -【N】【N+】シリーズの2013年上半期（2013年1月～6月）の販売台数が118,303台となり、軽四輪車新車販売台数でNo.1を獲得したことを発表した[28]。
  - 10月4日 - 【N】【N+】シリーズの2013年度上半期（2013年4月～9月）の販売台数が110,155台となり、軽四輪車新車販売台数でNo.1を獲得したことを発表[29]。年度上半期における軽四輪車新車販売台数No.1獲得は2年連続となった。
  - 12月25日 - 【N】【N+】マイナーチェンジ[30]。

今次マイナーチェンジに先立ち発売されたN-ONE・N-WGNの表記に合わせ、車名にハイフンが入る「N-BOX」・「N-BOX +」に改められ、Nシリーズ内での表記が統一されることとなった。
エンジンの高効率化を図ったことで全タイプ燃費が向上され、N-BOXのNA・FF車は「平成27年度燃費基準+20%」、同「G・ターボLパッケージ」のFF車は「平成27年度燃費基準+10%」を、同「G・ターボLパッケージ」のFF車を除くターボ車全車は「平成27年度燃費基準」をそれぞれ達成した。安全面では新たにシティブレーキアクティブシステム、サイドカーテンエアバッグシステム、前席用i-サイドエアバッグシステム（容量変化タイプ）をひとまとめにした「あんしんパッケージ」をオプション設定（カスタムの「G・Aパッケージ」は標準装備）した。ボディカラーには「イノセントブルー・メタリック」と「プレミアムフレイムオレンジ・メタリック」を追加し、これまで、N-BOX +の専用オプションだった「2トーンカラースタイル」をN-BOX（標準タイプ・カスタム共）及びN-BOX + カスタムにも設定ができるようになった。グレード名も一部変更となり、カスタムの「G・Lパッケージ」・「G・ターボパッケージ」を「G・Aパッケージ」・「G・ターボAパッケージ」に改称し、併せて、ノーマルタイプの「G・ターボパッケージ」を「G・ターボLパッケージ」に改称した。
- 2014年
  - 1月9日 -【N】【N+】シリーズの2013年（2013年1月～12月）の販売台数が234,994台となり、軽四輪車新車販売台数がNo.1になったことを発表した[31]。
  - 4月4日 -【N】【N+】シリーズの2013年度（2013年4月～2014年3月）の販売台数が225,900台となり、2012年度から2年連続で軽四輪車新車販売台数No.1を獲得したことを発表した[32]。
  - 5月15日 -【N】特別仕様車「SSパッケージ」・「ターボSSパッケージ」を発表した（翌5月16日販売開始）[33]。

2013年5月に発売された「G SSパッケージ」・「G ターボSSパッケージ」に対し、4WD車にシートヒーター（運転席/助手席）+親水/ヒーテッドドアミラー+フロントドア撥水ガラスが追加[注 6]されたほか、N-BOXには「あんしんパッケージ」、N-BOXカスタムにはIRカット<遮熱>/UVカット機能付ガラス（フロントウインドウ）とIRカット<遮熱>/スーパーUVカットガラス（フロントコーナー・フロントドア）もそれぞれ追加された。さらに「2トーンカラースタイル」が新たに設定できるようになり、本仕様車限定の特別色として、N-BOXには「イノセントブルー・メタリック×タフタホワイト」を、N-BOXカスタムには「プレミアムダイナミックブルー・パール×スタリーシルバー・メタリック」がそれぞれ設定された。
  - 11月27日 -【N/】N-BOXシリーズの新たな派生車種である「N-BOX SLASH（エヌ ボックス スラッシュ）」の発売に先駆け、同日より公式ホームページ上にティーザーサイトを公開した[34]。
  - 12月22日 -【N/】発売[35]。

グレード体系はスタンダードモデルの「G」と運転席&助手席シートヒーター、ステアリングヒーター、8スピーカー+1ツィーターの「サウンドマッピングシステム」、ブルーイルミネーション（ドリンクホルダー/フット<前席>）、サングラスホルダーを装備した上級仕様「X」の2タイプを基本としており、「G」には、あんしんパッケージ、ナビ装着用スペシャルパッケージ、ガーニッシュ付ステアリングホイール、クロームメッキ加飾、オートリトラミラー、IRカット<遮熱>/UVカット機能付フロントウインドウガラス、IRカット<遮熱>/スーパーUVカットフロントドアガラス&フロントコーナーガラスを追加した「Aパッケージ」、クルーズコントロール、LEDフロントマップランプ/ラゲッジルームランプ、パドルシフトを追加したターボ車「ターボAパッケージ」を、「X」は15インチアルミホイールとパドルシフトを追加装備した「ターボパッケージ」をそれぞれ設定する。
- 2015年
  - 2月5日 -【N】【N+】マイナーモデルチェンジ（なお、N-BOXの「Modulo-X」とN-BOX + 車いす仕様車の「G リアシート無しタイプ」は3月5日発売）[36]。

発売以来初めてフロントデザインを刷新するなど外観が変更となり、カスタムのターボ車は内装に合皮コンビシートを採用し、LEDポジションランプとLEDフォグライトを新たに標準装備。N-BOXにはスライド機能を追加したチップアップ&ダイブダウン機構付スライドリアシート（5:5分割式、4段リクライニング付）とコンビニフック付シートバックテーブルのメーカーセットオプション設定を追加。装備面ではIRカット<遮熱>/スーパーUVカットガラス（フロントコーナー/フロントドア）とロールサンシェード（リアドア）をタイプ別設定し、ドアロックと連動してドアミラーが自動格納するオートリトラミラーをカスタムに標準装備、ノーマルタイプはオプション設定した。NA・2WD車で25.6km/Lに燃費が向上され、ボディカラーには「プレミアムピンク・パール（ノーマルタイプ専用色・有料色）」と「プレミアムベルベットパープル・パール（カスタム専用色・有料色）」を追加し、「2トーンカラースタイル」にはブラウンルーフ（ノーマルタイプ専用色）とシルバールーフ（カスタム専用色）を追加した。なお、カスタムにおいてタイプ名称が一部変更となり、「G・Aパッケージ」は2013年12月のマイナーチェンジ以来となる「G・Lパッケージ」に名称が戻り、「G・ターボAパッケージ」は「G・ターボLパッケージ」に改名。これにより、N-BOX/N-BOXカスタム/N-BOX +/N-BOX +カスタムのタイプ体系が同一となった。
  - 7月6日 -【N】【N+】【N/】シリーズの2015年上半期（2015年1月～6月）の販売台数が106,985台となり、軽四輪車新車販売台数でNo.1を獲得したことを発表した[37]。前年同時期で首位だったダイハツ・タントから奪還し、同時期では2013年以来2年ぶりのNo.1獲得となった。
  - 7月10日 -【N】【N+】2013年5月・2014年5月に発売された特別仕様車「SSパッケージ」を前述の2015年上半期新車販売台数No.1記念車として再発売した（N-BOX+/N-BOX+カスタムへの設定は2013年5月発売の「G SSパッケージ」以来2年2ヶ月ぶり）[38]。

今回はNA車の「SSパッケージ」のみの設定であるが、「G・Lパッケージ」の装備内容に加え、2014年5月発売の「SSパッケージ」ではN-BOXのみの特別装備だった「あんしんパッケージ」をN-BOXカスタム、N-BOX+、N-BOX+カスタムにも拡大して特別装備したほか、N-BOX/N-BOX+にはブラックインテリアを標準設定するとともに、フロントインナードアハンドル、セレクトレバーボタン&シャフト、エアコンアウトレットノブ、エアコンアウトレットリングにクロームメッキ加飾を、メーターリングと運転席・助手席ドリンクホルダーリングにシルバー塗装をそれぞれ施した。N-BOXカスタム/N-BOX+カスタムにはシルバー塗装のパワーウインドウスイッチパネルとクロームメッキのリアバンパーガーニッシュを施した。
さらに今回はN-BOX+の車いす仕様車にも設定されており、「G・Lパッケージ」及び「カスタムG」の装備内容に加え、N-BOX+/N-BOX+カスタムの「SSパッケージ」と同等の特別装備（ただし、パワースライドドア(タッチセンサー/挟み込み防止機構付き、リモコン&運転席スイッチ開閉式)はリア左側となる）に加えてスライドドア・イージークローザー（リア両側）を追加した。
  - 10月6日 -【N】【N+】【N/】シリーズの2015年度上半期（2015年4月～9月）の販売台数が77,211台となり、軽四輪車新車販売台数でNo.1を獲得したことを発表した[39]。年間上半期同様、前年同時期で首位だったダイハツ・タントから奪還し、2013年度以来2年ぶりとなるNo.1獲得となった。
  - 11月12日 -【N】【N+】リコールを発表した（パドルシフト搭載車において不適切なエンジン制御コンピューターにより、CVTの動力伝達装置（ドライブプーリーシャフト）が折損する恐れ）[40]。
  - 11月20日 -【N】【N+】一部改良[41]。

装備内容の充実化を図り、単板窓ガラス採用車としては世界初となる紫外線約99%カット・赤外線軽減のガラスを全窓に採用した「360°スーパーUV・IRカットパッケージ」を「G」を除く全タイプに、「ナビ装着用スペシャルパッケージ+ETC車載器（ナビ連動タイプ）」をN-BOX及びN-BOX+の「G」を除く全タイプにそれぞれ標準装備した。
また、N-BOXには、VSA、エマージェンシーストップシグナル、ヒルスタートアシスト機能、フルオートエアコンディショナーなどを標準装備しつつ、前述の「360°スーパーUV・IRカットパッケージ」や「ナビ装着用スペシャルパッケージ+ETC車載器（ナビ連動タイプ）」の非装備に加え、「G」から運転席ハイトアジャスターとアレルクリーンシートも非装備としたベーシックタイプ「C」を新設した。
ボディカラーの一部入れ替えも行い、N-BOX専用色の「クッキークリーム」と「イノセントブルー・メタリック」を廃止し、新色として「プレミアムアイボリー・パール（N-BOX専用色、有料色）」と「ブリティッシュグリーン・パール」の2色を追加したほか、既存色についても、「カトラリーシルバー・メタリック」をN-BOX/N-BOX+専用色に、「プレミアムディープモカ・パール（有料色）」と「プレミアムピンク・パール（有料色）」をN-BOX専用色に、「プレミアムディープロッソ・パール（有料色）」をN-BOXカスタム/N-BOX+カスタム専用色にそれぞれ移行。2トーンカラースタイルはN-BOX/N-BOX+専用色に「プレミアムアイボリー・パール&ブラウン」を、N-BOXカスタム/N-BOX+カスタム専用色に「ブリティッシュグリーン・パール&シルバー」をそれぞれ追加設定した。
  - 12月11日 - 【N/】一部改良[42]。

既存の「G・Aパッケージ」、「G・ターボAパッケージ」を「G・Lパッケージ」、「G・ターボLパッケージ」に改名すると同時に、従来は「X」系のみの設定だった「インテリアカラーパッケージ」の設定ができるようになった。
また、ボディカラーの一部入れ替えも行い、モノトーンは「ブリリアントスポーティブルー・メタリック」を廃止する替わりに、新色として「プレミアムピンク・パール（有料色）」と「アッシュグリーン・メタリック」を追加して9色展開に。2トーンについても「ブリリアントスポーティブルー・メタリック&ホワイト」を廃止する替わりに、「ミラノレッドメタリック&ブラック」、「プレミアムイエロー・パールII&ブラック」、「プレミアムピンク・パール&ホワイト」、「プレミアムピンク・パール&ブラック」、「アッシュグリーン・メタリック&ホワイト」の5色を追加して14色展開にそれぞれ拡大した。
- 2016年
  - 1月8日 -【N】【N+】【N/】シリーズの2015年暦年（1月～12月）の販売台数が184,920台となり、軽四輪車新車販売台数でNo.1を獲得したことを発表[43]。上半期（年間・年度）に続き、2014年に1位だったダイハツ・タントから首位を奪還し、2013年以来2年ぶりとなる年間でのNo.1獲得となった。
  - 4月6日 -【N】【N+】【N/】シリーズの2015年度（2015年4月～2016年3月）の販売台数が172,614台となり、軽四輪車新車販売台数でNo.1を獲得したことを発表[44]。年間に続き、2014年度に1位だったダイハツ・タントから首位を奪還し、2013年度以来2年ぶりとなる年度でのNo.1獲得となった。
  - 8月4日 -【N】特別仕様車「SSパッケージ」、「ターボSSパッケージ」及び、カスタム特別仕様車「SSブラックスタイルパッケージ」、「ターボSSブラックスタイルパッケージ」を設定（8月5日発売）[45]。

「SSパッケージ」は2015年7月以来約1年1ヶ月ぶり、「ターボSSパッケージ」は2014年5月以来約2年3ヶ月ぶりにそれぞれ新仕様で再発売されるもので、「SSパッケージ」・「ターボSSパッケージ」共通でチップアップ&ダイブダウン機構付スライドリアシートとシートバックテーブルを新たに特別装備した一方、「SSパッケージ」は前回発売時は標準装備されていた「あんしんパッケージ」をメーカーオプション設定に変更した。そのほか、N-BOXの「SSパッケージ」・「ターボSSパッケージ」にはオートリトラミラーとLEDルームランプ（フロントマップ/ラゲッジルーム）を、N-BOXの「SSパッケージ」にはディスチャージヘッドランプを、N-BOXカスタムの「SSパッケージ」・「ターボSSパッケージ」にはエアコンアウトレットダブルリングを、N-BOXカスタムの「SSパッケージ」にはターボ車に標準装備されているLEDポジションランプとLEDフォグライト/フォグライトガーニッシュもそれぞれ特別装備した。また、今回の「SSパッケージ」と「ターボSSパッケージ」では、「2トーンカラースタイル」もラインナップされる。
また、カスタムで新たにラインナップされた「SSブラックスタイルパッケージ」・「ターボSSブラックスタイルパッケージ」は、「G・Lパッケージ」・「G・ターボLパッケージ」の装備内容と「SSパッケージ」・「ターボSSパッケージ」の特別装備内容に加え、オールブラックアルミホイール（NA車は14インチ、ターボ車は15インチ）と黒塗装フロントグリルも特別装備されたほか、「ターボSSブラックスタイルパッケージ」では、ステアリングホイールと合皮コンビシートにブルーステッチを施した。
  - 9月15日 -【N/】一部改良（9月16日発売）[46]。

「インテリアパッケージ」において、「トレッキングスタイル」を新設定してバリエーションを4種類に拡充したほか、「G・Lパッケージ」と「G・ターボLパッケージ」の「インテリアパッケージ」は従来標準装備だった「あんしんパッケージ」をメーカーオプション設定に変更するなど装備内容を一部変更した。装備内容も充実し、「360°スーパーUV・IRカットパッケージ」と充電用USBジャック（急速充電対応タイプ2個）を新たに設定。「X・ターボパッケージ」は標準装備されている15インチアルミホイールのデザインを変更した。
ボディカラーの一部入れ替え・追加も行われ、モノトーンは「ポリッシュドメタル・メタリック」、「スマートブラック」に替わり、新色の「シャイニンググレー・メタリック[注 7]」、「クリスタルブラック・パール」を追加。2トーンはモノトーンのカラー入れ替えに連動して「ポリッシュドメタル・メタリック&ブラック」、「スマートブラック&ホワイト」に替わり、「シャイニンググレー・メタリック&ブラック」、「クリスタルブラック・パール&ホワイト」を追加したほか、「アッシュグリーン・メタリック&ブラック」と「サーフブルー&ブラック」も追加し、全16色に拡大した。
- 2017年
  - 1月11日 -【N】【N+】【N/】シリーズの2016年暦年（1月～12月）の販売台数が186,367台となり、2015年に続いて2年連続で軽四輪車新車販売台数でNo.1となったことを発表。同時に、シリーズの第1弾となるN-BOXの発売からの国内での累計販売台数が100万台を突破したことも発表した。発売5年（60ヶ月目）での100万台突破は、コンパクトカーフィットが達成した発売6年半（78ヶ月目）を上回り、ホンダ車において歴代最速での達成となった[47]。
  - 4月6日 -【N】【N+】【N/】シリーズの2016年度（2016年4月～2017年3月）の販売台数が192,369台となり、年間同様に、2015年度に続いて2年連続で軽四輪車新車販売台数でNo.1となったことを発表。特に、2016年12月～2017年3月は月毎の登録車を含めた車名別販売台数において4か月連続で首位を獲得した[48]。
  - 6月 -【N+】仕様変更。発売当初から設定されていた「プレミアムディープモカ・パール」および「プレミアムディープモカ・パール&ホワイト」・「プレミアムディープモカ・パール&ブラック」が廃止された。
  - 8月31日 -【N】 【N+】フルモデルチェンジにより販売終了。N-BOX+の車いす仕様車およびN-BOX SLASHは初代モデルを販売継続。
  - 12月 -【N】香港、マカオ、ブルネイ ミャンマーで販売される。海外初の軽自動車販売となった。
- 2018年
  - 1月18日 -【N/】マイナーモデルチェンジ（1月19日発売）[49]。

インテリアカラーパッケージに「ダークスタイル」が追加設定され、5種類に拡充。基本設定の「ブライトロッドスタイル」はシート色などがモカに変更された。ボディカラーは追加および整理が行われ、モノトーンは「プレミアムホワイト・パールII（有料色）」から新色の「プラチナホワイト・パール（有料色）」に差し替えられ、「ミラノレッド」、「プレミアムディープモカ・パール（有料色）」、「プレミアムイエロー・パールII（有料色）」、「プレミアムピンク・パール（有料色）」の4色が廃止される替わりに、「プレミアムアガットブラウン・パール（有料色）」と「サンセットオレンジII」の2色が追加され、7色に。2トーンはモノトーンのバリエーション変更などで、12色が廃止される替わりに6色を追加設定したことで10色にそれぞれ整理された。
タイプ体系が変更となり、既存の「G・Lパッケージ」と「G・ターボLパッケージ」を「G・L」と「G・Lターボ」にそれぞれ改名[注 8]され、「X」はターボ車の「X・ターボパッケージ」に集約して「X・ターボインテリアカラーパッケージ」に改名。併せて、「インテリアカラーパッケージ」を標準タイプの「G」にも追加設定された。
  - 3月2日 -【N+】車いす仕様車の販売終了に伴い、ホームページへの掲載を終了。
  - 7月5日 -【N/】特別仕様車「G・L INDIE ROCK STYLE」を設定（7月6日発売）[50]。

「G・L」をベースに、フロントグリル・リアライセンスガーニッシュ・ビレット・オーディオガーニッシュ・ドアオーナメントパネルにブラックペイントを、ステアリングガーニッシュにピアノブラック調、一部内装にクロームメッキ加飾がそれぞれ施され、シートはブラックに、14インチホイールはスチール+ブラックディッシュにそれぞれ変更。また、「あんしんパッケージ」も特別装備された。
  - 10月 - 【N/】仕様変更[51]。「G」、「G・L」、「G･Ｌターボ｣に従来はメーカーオプション設定であった「あんしんパッケージ」とグラブレールを標準装備に変更したほか、ボディカラーの設定を変更。「サンセットオレンジII」と「プレミアムアガットブラウン・パール&ホワイト」の2色が廃止された。（公式発表なし）
  - 11月1日 - 【N/】特別仕様車「G・L NOVA COUNTRY STYLE（ノヴァカントリースタイル）」を設定（11月2日発売）[52]。

「G・L」をベースに、外観はルーフとドアミラーをブラウンに、フロントグリルをブラウンペイントに、14インチホイールをスチール+カラードディッシュ（ブラウン）にそれぞれ変更。内装はインパネガーニッシュとドアオーナメントパネルをブラウンペイントに変更し、インナードアハンドルとセレクトレバーボタン&シャフトにクロームメッキ加飾が施され、本革巻きステアリングホイールとステアリングヒーターを特別装備。2WD車は4WD車に装備されている運転席&助手席シートヒーターも特別装備された。ボディカラーは仕様上ブラウンとの2トーンカラー仕様で、「プラチナホワイト・パール&ブラウン（有料色）」、「アッシュグリーン・メタリック&ブラウン」、「サーフブルー&ブラウン」の3色が設定される。
- 2020年2月 -【N/】販売終了に伴い、ホームページへの掲載を終了。これにより、初代N-BOXシリーズは全て販売終了。

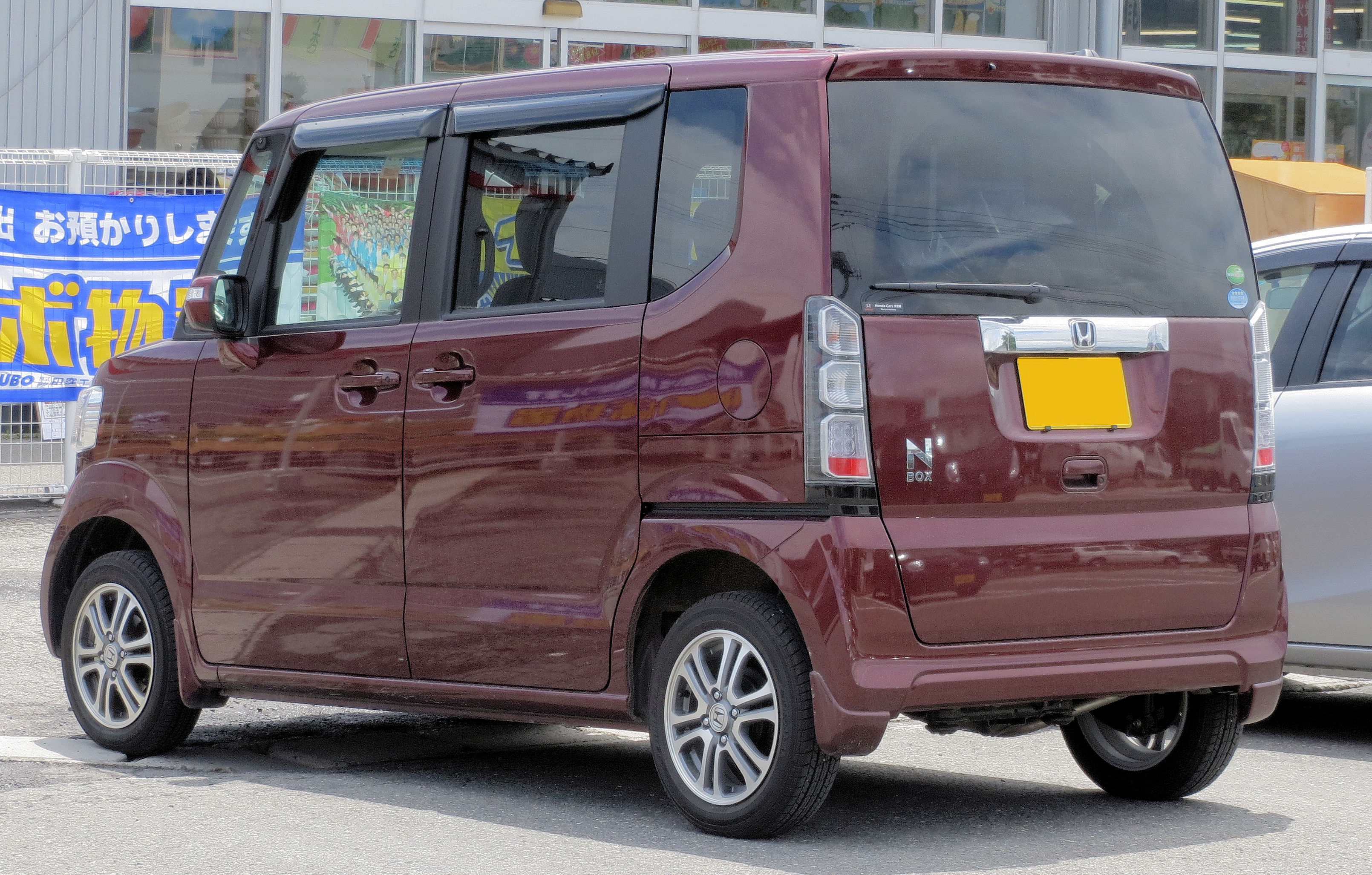
N-BOX G・Lパッケージ 後面（初期型）
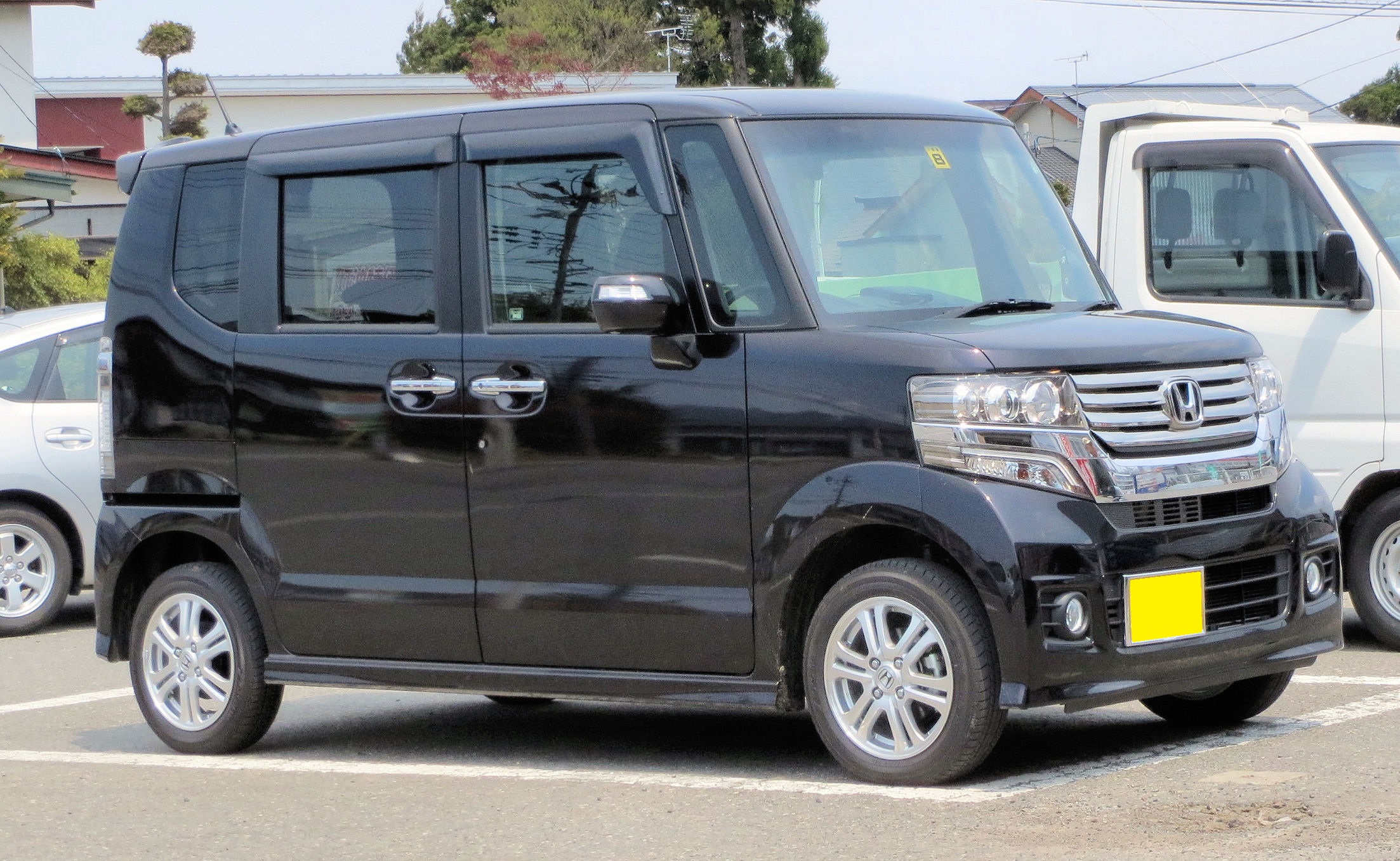
N-BOX カスタム G・Lパッケージ（初期型）
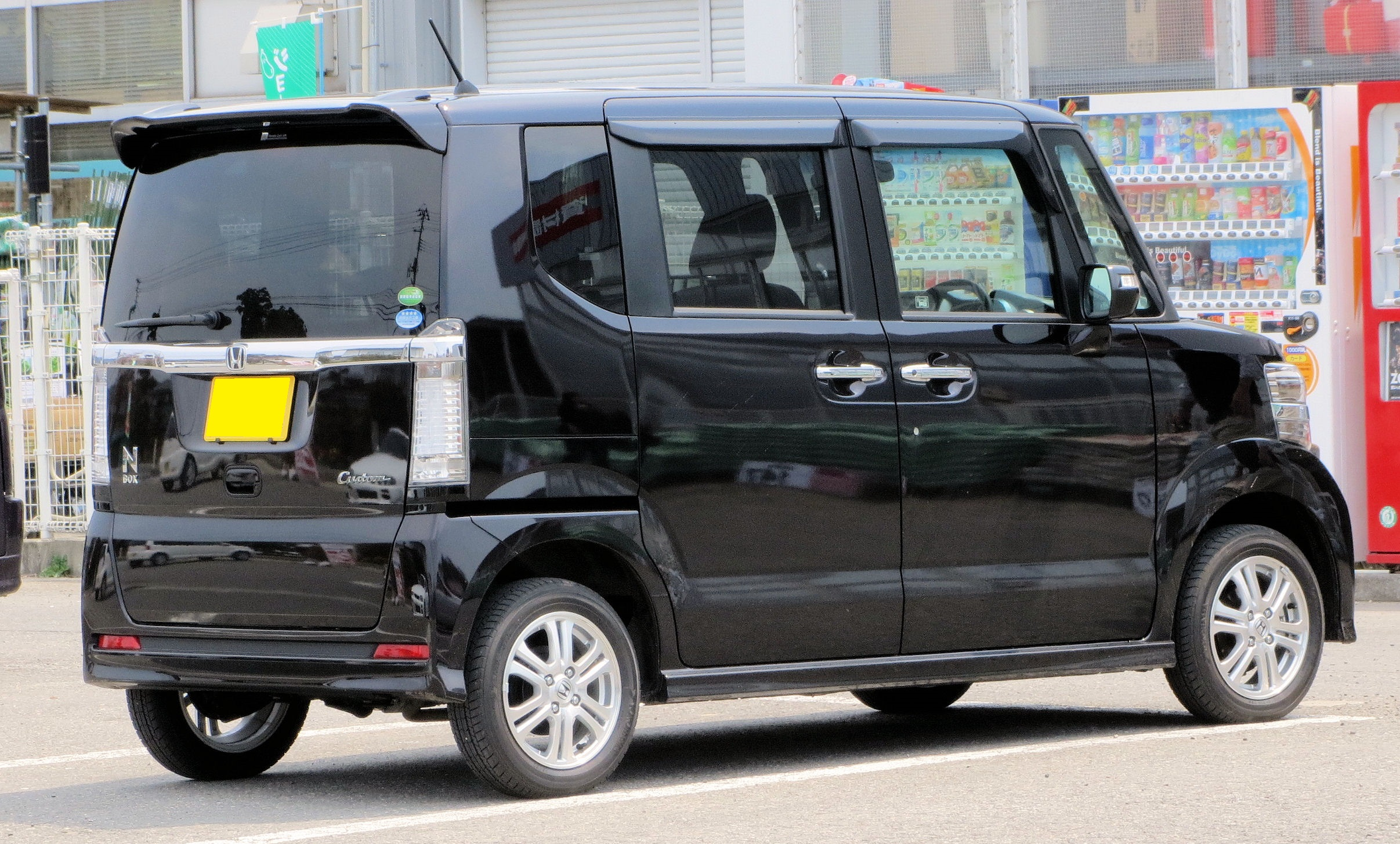
N-BOX カスタム G・Lパッケージ 後面（初期型）
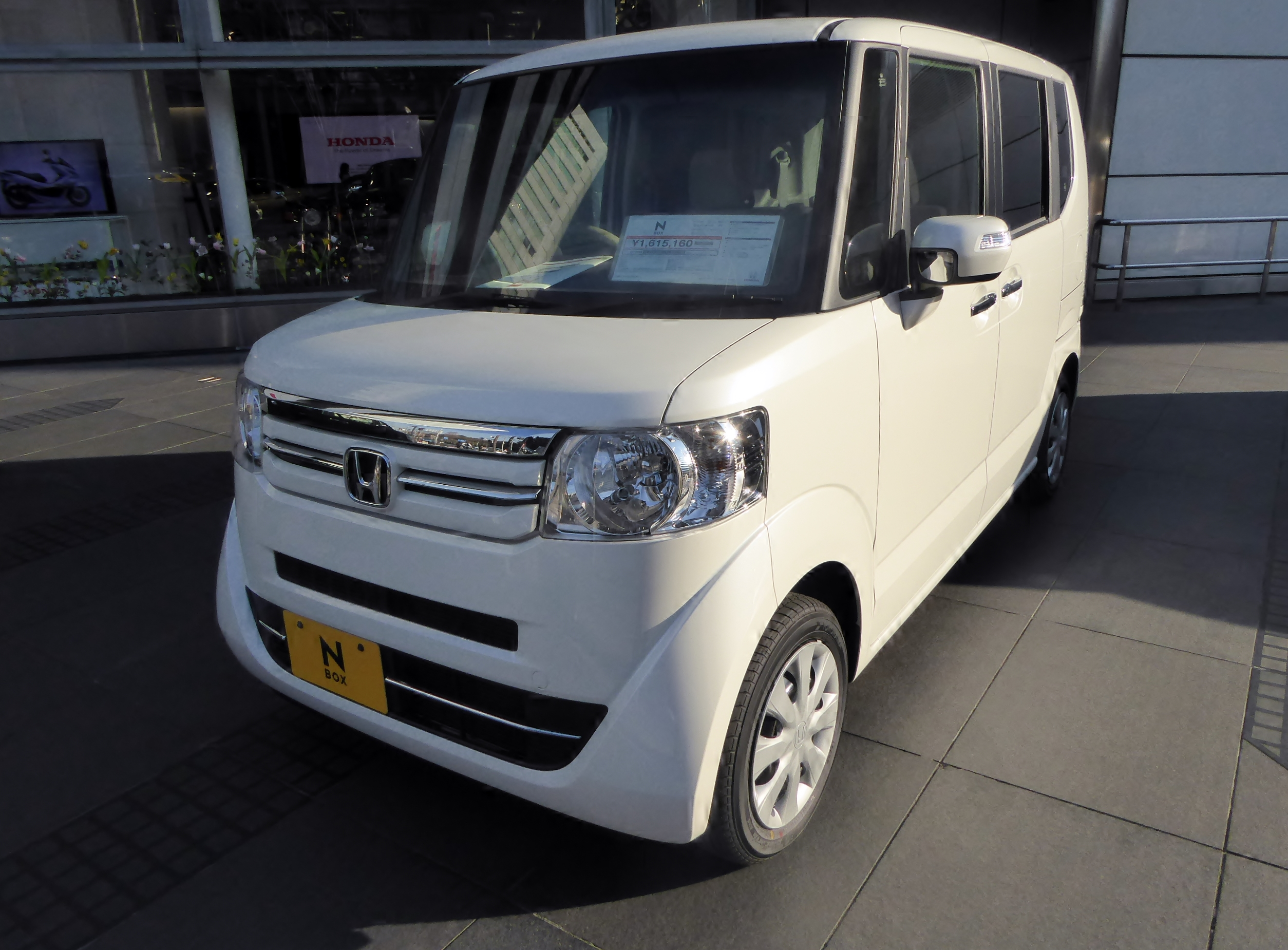
N-BOX G・Lパッケージ（改良型）

- N-BOX+
G・Lパッケージ
2トーンカラースタイル
ブルー&ホワイト
(2012/7-2012/12)
- N-BOX+
G・Lパッケージ
2トーンカラースタイル
後面（初期型）
- N-BOX+ カスタム
G・ターボLパッケージ
（初期型）
- N-BOX+ カスタム
G・ターボLパッケージ
後面（初期型）

- N-BOX SLASH
X
- N-BOX SLASH
X
後面
- N-BOX SLASH
X
室内
- N-BOX SLASH
N-BOXとの比較

## 2代目 JF3/4型（2017年 - 2023年）
2017年発表の2代目においてはLPLを白土清成が担当。世代交代に合わせ、ライフスタイル・ブランドとして認知度を高める戦略を採用。「N」のロゴマーク入り雑貨を販売したり、愛用者の生活・仕事への利用をホームページで紹介したりするマーケティングを展開している。

### 年表
- 2017年
  - 5月25日 - 秋に初めてのフルモデルチェンジを行うこととなり、ホームページ上でに2代目モデルに関する情報を先行公開[56]。
  - 7月6日 - 2代目の発表日が8月31日に決定したことを発表するとともに、タイプ体系や、カラーバリエーションなど詳細を発表。
  - 8月31日 - フルモデルチェンジ（9月1日）[57]。

広い室内空間やデザインを初代モデルから受け継ぎつつ、ヘッドライトは全グレードLEDとなった。ルーフサイドの溶接にルーフレーザーブレーズを採用。内装はN-BOXはベージュ基調、N-BOXカスタムはブラック基調としている。
N-BOXカスタムでは、軽自動車初のシーケンシャルウインカーを採用し、テールランプもすべてLEDとなった。[58]。
ボディは高効率フロアフレーム構造や高張力鋼板の適応拡大を行うとともに、新しい接合技術を導入したことで、軽量化と高剛性化を両立。パワートレインはNAエンジンにはi-VTECを、ターボエンジンには電動ウェイストゲートをいずれも軽自動車で初めて採用した新型のS07B型に置換。さらに、CVTやサスペンションシステムを高性能化し、フロントピラーを極細化して前方視界を改善した。なお、燃費性能の向上により、NAエンジンのFF車は「平成32年度燃費基準+10%」、NAエンジンの4WD車・N-BOXのターボ車・N-BOXカスタムのターボ2WD車は「平成32年度燃費基準」、N-BOXカスタムのターボ4WD車は「平成27年度燃費基準+10%」をそれぞれ達成した。
燃料タンクの容量は2WDが27リットルで、4WDが25リットル。モデルチェンジ前の初代はそれぞれ35リットル、30リットルであり、2WDは8リットル、4WDは5リットルも容量が少なくなっている。
Hondaの軽自動車では初めてとなる「Honda SENSING」を全グレードに標準装備（NA車は「Honda SENSING」の非装備仕様の選択も可能）するとともに、N-BOXの「Honda SENSING」では、既に一部の車種にも採用されているオートハイビームや、Honda車では初採用となる後方誤発進抑制機能を追加している。なお、「G・Honda SENSING」では初代モデルの「あんしんパッケージ」と異なり、「ハーフシェード・フロントウィンドウ」は装着されない。
エンジンルームのコンパクト化やテールゲートの薄型化によって室内空間を更に拡大し、テールゲート開口部の高さを低くした。シートアレンジにはベンチシートに加え、助手席シートのスライド量を570mmとした助手席スーパースライドシートが設定された。
タイプ体系は、初代の「G」、「G・Lパッケージ」、「G・ターボLパッケージ」を「G・Honda SENSING」、「G・L Honda SENSING」、「G・L ターボ Honda SENSING」にそれぞれ改めて「G・Honda SENSING」はN-BOXのみの設定に変更。また、N-BOX/N-BOXカスタム共に上級仕様となる「G・EX Honda SENSING」と「G・EX ターボ Honda SENSING」（以下、「G・EX」系タイプ）を新設した。「G・EX」系タイプでは、前述のとおり、助手席スーパースライドシートが採用されるほか、助手席フロントシートラッププリテンショナーも標準装備。そのほか、N-BOXの「G・EX」系タイプはフルオート・エアコンディショナーにプラズマクラスター技術が搭載[注 9]され、運転席グラブレールを追加、N-BOX/N-BOXカスタムそれぞれの「G・EX Honda SENSING」にはアレルクリーンプラスシート[注 10]がそれぞれ装備される。
N-BOXのボディカラーは、モノトーン色の大半が先代から継続設定[注 11]されたほか、新設定の「プレミアムアガットブラウン・パール」（有料色）、「プレミアムイエロー・パールII」（有料色）、「ブリリアントスポーティブルー・メタリック」と新色の「モーニングミストブルー・メタリック」を加えた全10色。また、2トーンカラーは「プレミアムアイボリー・パール&ブラウン」を先代から継続して設定したほか、新たに「プレミアムピンク・パール&ホワイト」、「プレミアムイエロー・パールII&ホワイト」、「プレミアムアガットブラウン・パール&ホワイト」を加えた全4色を設定した。
N-BOXカスタムのボディカラーは、モノトーンについては先代から継続設定される5色[注 12]に、新設定の「ルナシルバー・メタリック」と新色の「プレミアムグラマラスブロンズ・パール」（有料色）を加えた全7色。2トーンカラーは、先代から継続設定の「プレミアムホワイト・パールII&ブラック」、「ミラノレッド＆ブラック」に、新設定の「クリスタルブラック・パール&レッド」、「プレミアムグラマラスブロンズ・パール&シルバー」、「ブリリアントスポーティブルー・メタリック&ブラック」加えた全5色を用意した。
  - 9月27日 - 東京ビッグサイトで開催される「第44回 国際福祉機器展 H.C.R.2017」にて「N-BOX スロープ仕様」を2018年春発売予定のワールドプレミアとして出展。N-BOX+と同様の「斜め床＋マルチボード」設計であり、初代モデルを継続しているN-BOX+の後継車種となる。
- 2018年
  - 1月10日 - 初代モデルを継続しているN-BOX+及びN-BOX SLASHを含むN-BOXシリーズ全体の2017年暦年（1月 - 12月）における販売台数が218,478台を記録し、軽四輪車新車販売台数において3年連続で第1位を獲得するとともに、登録車を含めた新車販売台数においても第1位を獲得したことが発表された。Hondaの車種が暦年での販売台数首位獲得となったのは、2002年のフィット以来15年ぶり、同社の軽自動車では初の首位獲得となった[59][60]。
  - 3月14日 - 「N-BOX スロープ仕様」のティザーキャンペーンページを公開[61]。同サイト内で、2018年4月19日発売を公表する。
  - 4月5日 - 継続販売中のN-BOX SLASH及びN-BOX +を含めたN-BOXシリーズ全体の2017年度（2017年4月 - 2018年3月）における販売台数が223,449台を記録し、軽四輪車新車販売台数において3連連続となる第1位と、登録車を含めた新車販売台数における第1位を同時に獲得したことが発表された。Honda車が同年の暦年と年度両方で首位を獲得したのは、2002年度のフィット以来、15年ぶりとなった[62]。
  - 4月19日 - スロープ仕様の追加が発表された（4月20日発売）[63]。

N-BOX+の後継車種となるが、別車種化されていた先代モデルと異なり、「N-BOXの1バリエーションモデル」に位置付けが変更されている。
4人乗車モードと車いす乗車モードの切り換え手順が簡略化されるとともに、N-BOX+と同様の荷室のマルチボードを折り畳み式の「スーパーフレックススロープ」に置き換えられ、スロープそのものも軽量化。後席のシートフレームを専用設計とした。車いす専用装備では、電動ウインチのモーターを高出力化、車いす固定推奨位置付近で減速する制御が追加され、リモコンは車いすの押し手にセット可能な形状に変更。手すりもN-BOX+では脱着式だったのを回転式に変更された。ボディカラーはスロープ仕様の「G」系タイプ（一部を除く）専用色として、新色「タフタホワイトIII」が設定された。
タイプ体系は、N-BOXが「G・スロープ Honda SENSING」、「G・スロープL Honda SENSING」、「G・スロープLターボ Honda SENSING」の3タイプ、N-BOXカスタムは「G・スロープL Honda SENSING」と「G・スロープLターボ Honda SENSING」の5タイプが設定され、このうち、N-BOX「G・スロープ Honda SENSING」は車いす専用装置標準装備、N-BOXカスタム「G・スロープLターボ Honda SENSING」は車いす専用装置なしとなり、それ以外の3タイプは車いす専用装置の有無の選択が可能である。
併せて、既存タイプのボディカラーの設定を変更。N-BOX、N-BOXカスタムともに「プレミアムホワイト・パールII（有料色）」に替わり「プラチナホワイト・パール（有料色）」を設定。また、N-BOXカスタムのみに設定の「プレミアムホワイト・パールII＆ブラック」に替わり「プラチナホワイト・パール＆ブラック」を設定した。
  - 7月5日 - 継続販売中のN-BOX SLASHと2018年3月まで車いす仕様車が継続販売されていたN-BOX +を含めたN-BOXシリーズの2018年上半期（2018年1月 - 6月）の販売台数が127,548台を記録し、登録車を含めた新車販売台数で第1位を獲得したことが発表された[64]。
  - 10月4日 - 継続販売中のN-BOX SLASHを含めたNシリーズの2018年度上半期（2018年4月 - 9月）の販売台数が117,100台を記録し、登録車を含めた新車販売台数で第1位を獲得したことが発表された[65]。同時にボディーカラーの設定を変更[66]。「N-BOX」では、「プレミアムピンク・パール（有料色）」、「プレミアムピンク・パール＆ホワイト」、「プレミアムアイボリー・パール（有料色）」、「プレミアムアイボリー・パール＆ブラウン」に替わり、新色「ピーチブロッサム・パール（有料色）」、「ピーチブロッサム・パール＆ホワイト」、「プレミアムアイボリー・パールII（有料色）」、「プレミアムアイボリー・パールII＆ブラウン」を追加。「プレミアムアガットブラウン・パール＆ホワイト」は廃止された。また、「N-BOXカスタム」は「クリスタルブラック・パール＆レッド」、「プレミアムグラマラスブロンズ・パール＆シルバー」の2種の2トーンカラーが廃止となった。
  - 10月 - N-BOX/N-BOXカスタム「G・L Honda SENSING」、「G・EX Honda SENSING」に設定されていた「Honda SENSING」非装備仕様が廃止された。なお、N-BOX「G・Honda SENSING」、NAのスロープ仕様では引き続き設定される。（公式公表なし）
  - 11月1日 - 特別仕様車「COPPER BROWN STYLE（カッパーブラウンスタイル）」が発表された（翌11月2日発売）[67]。

「G・L Honda SENSING」、「G・L ターボ Honda SENSING」及び「G・EX」系タイプをベースに、外観はルーフとドアミラーをカッパーに、14インチホイールはホワイトスチール+ハーフホイールキャップ（カッパー）に、アウタードアハンドルをクロームメッキにそれぞれ変更。内装はブラウンとカッパーのトリコットシートを採用し、装備の一部をカッパー塗装、カッパーメタル、ピアノブラック調、クロームメッキ（NA車のみ、ターボ車はベース車に装備）にそれぞれ変更した。その他、カッパーの専用Hondaスマートキーを装備したほか、NA車はターボ車に装備されているパワースライドドア<リア右側>が、「G・L Honda SENSING COPPER BROWN STYLE」は上級タイプに装備されている前席用i-サイドエアバッグシステム+サイドカーテンエアバッグシステム<前席/後席対応>がそれぞれ特別装備された。ボディカラーは専用の2トーンカラー仕様で、「プラチナホワイト・パール＆カッパー」と「クリスタルブラック・パール＆カッパー」の2色を設定。
- 2019年
  - 1月10日 - 継続販売中のN-BOX SLASH及び2018年3月まで車いす仕様車が継続販売されていたN-BOX+を含むN-BOXシリーズの2018年暦年（1月 - 12月）の販売台数が2017年暦年の販売台数を上回る241,870台を記録し、軽四輪車新車販売台数において4年連続の第1位と、登録車を含めた新車販売台数において2年連続の第1位を同時に獲得したことが発表された[68]。
  - 4月4日 - 継続販売中のN-BOX SLASHを含むN-BOXシリーズの2018年度（2018年4月 - 2019年3月）の販売台数が239,706台を記録し、軽四輪車新車販売台数において4年連続の第1位及び登録車を含めた新車販売台数において2年連続の第1位を同時に獲得したことが発表された。なお、年度の新車販売台数において2年連続第1位を獲得したのはHonda初の記録となった[69]。
  - 6月12日 - 有料色の「プレミアムイエロー・パールII」のモノトーンでの設定が廃止され、2トーンルーフ仕様専用色へ移行された。
  - 7月4日 - 継続販売中のN-BOX SLASHを含むN-BOXシリーズの2019年上半期（2019年1月 - 6月）の販売台数が131,233台を記録し、登録車を含む新車販売台数第1位を獲得したことが発表された。なお、暦年上半期では過去最高の販売台数となった[70]。
  - 10月3日 - 一部改良が発表された（翌10月4日発売）[71]。安全運転支援システム「Honda SENSING」は衝突軽減ブレーキ（CMBS）の性能が向上され、横断自転車に対応し、街灯のない夜間の歩行者検知精度を高めた。リアカメラは30万画素から100万画素に画素数を向上した。快適機能では従来は4WD車のみの設定だった運転席&助手席シートヒーターと、従来はターボ車のみの設定だった左右独立式リアセンターアームレストを「G・Honda SENSING」と「G・スロープ Honda SENSING」の各FF車を除く全車へ拡大して標準装備され、N-BOXカスタムのターボ車には本革巻セレクトノブを採用した。なお、WLTCモードによる燃料消費率（JC08モードも併記）や排出ガスに対応し、「平成30年排出ガス基準75%低減レベル（☆☆☆☆☆）」認定が新たに取得されたほか、ボディーカラーの設定が変更され、N-BOXは2トーンの「プレミアムイエロー・パールII&ホワイト」、N-BOXカスタムはモノトーンの「ルナシルバー・メタリック」がそれぞれ廃止された（「ルナシルバー・メタリック」はN-BOX専用色となる）。また、タイプ体系が一部整理され、N-BOXカスタムに設定されていた「G・スロープLターボ Honda SENSING」が廃止された。
  - 10月4日 - 継続販売中のN-BOX SLASHを含むN-BOXシリーズの2019年度上半期（2019年4月 - 9月）の販売台数が136,047台を記録し、登録車を含む新車販売台数第1位を獲得したことが発表された。なお、暦年上半期に続き、年度上半期においても過去最高の販売台数となった[72]。
- 2020年
  - 1月9日 - 継続販売中のN-BOX SLASHを含むN-BOXシリーズの2019年暦年（1月 - 12月）の販売台数が253,500台を記録し、軽四輪車新車販売台数において5年連続の第1位と、登録車を含めた新車販売台数において3年連続の第1位を同時に獲得したことが発表された。なお、Hondaの暦年販売台数において過去最高の記録も同時に樹立した[73]。
  - 4月9日 - 継続販売中のN-BOX SLASHを含むN-BOXシリーズの2019年度（2019年4月 - 2020年3月）の販売台数が247,707台を記録し、年度では軽四輪車新車販売台数において5年連続、登録車を含めた新車販売台数においては3年連続の首位獲得となった[74]。
  - 7月6日 - 2020年2月まで販売されていたN-BOX SLASHを含むN-BOXシリーズの2020年上半期（2020年1月 - 6月）の販売台数が101,454台を記録し、登録車を含む新車販売台数第1位を獲得したことが発表された[75]。
  - 10月6日 - 2020年度上半期（2020年4月 - 9月）の販売台数が90,612台を記録し、登録車を含む新車販売台数第1位を獲得したことが発表された[76]。
  - 11月20日 - 12月24日に公式発表されるマイナーチェンジモデルに関して、ホームページ上で情報を先行公開した[77]。
  - 12月24日 - 予告されていたマイナーモデルチェンジを正式発表した（翌12月25日発売）[78]。

デザインが変更され、外観はN-BOXはヘッドライトとグリルの形状が変更となり、ロアグリルにメッキバーを追加。N-BOXカスタムはアッパーグリルのメッキを強く立体化するなどフロント周りのデザインを変更するとともに、フロントのライセンス（ナンバープレート）の位置を中央に移動し、リアバンパーにメッキを追加した。内装はN-BOXはダークブラウン内装へ刷新、N-BOXカスタムはマルチブラック塗装の加飾が刷新され、シートアクセントの内装全体の色調が整えられた。
「Honda SENSING」は後方誤発進抑制機能に用いているソナーセンサーを4個に増強したことで、後方の障害物の接近を検知してドライバーに注意を促すパーキングセンサーシステムが追加された。なお、従来設定されていた「Honda SENSING」の非装備仕様が廃止された。
タイプ体系が変更となり、N-BOXのみの設定となる「G・Honda SENSING」・「G・スロープ Honda SENSING」・「G・スロープLターボ Honda SENSING」は「G」・「G・スロープ」・「L・ターボ・スロープ」に、「G・L Honda SENSING」・「G・L ターボ Honda SENSING」・「G・スロープL Honda SENSING」・は「L」・「L・ターボ」・「L・スロープ」に、「G・EX」系タイプは「EX」と「EX・ターボ」にそれぞれ名称変更となり、併せて、「L」・「L・ターボ」・「L・スロープ」には「コーディネートスタイル」を追加。N-BOXは2トーンのルーフカラーをブラウンとし、メッキドアハンドルに加えて、ディッシュホイールを追加。内装は塗装加飾とシート表皮をブラウン色調で統一した。N-BOXカスタムはアルミホイールをダークメッキ加飾に加えて色調を揃え、内装はマルチボルドーの装飾加飾とHondaの軽自動車で初のフル合皮シートを採用した。
ボディカラーはN-BOXはプレミアムアイボリー・パールII（有料色）、ブリリアントスポーティブルー・メタリック、モーニングミストブルー・メタリックの3色を廃止する替わりにプレミアムサンライトホワイト・パール（有料色）を追加して8色に整理、N-BOXカスタムはブリリアントスポーティブルー・メタリックをミッドナイトブルービーム・メタリックに入れ替えた。「コーディネートスタイル」は2トーンのみの設定で、N-BOXは継続設定となるプレミアムアイボリー・パールII&ブラウン、ピーチブロッサム・パール&ホワイトからルーフ色を変更したピーチブロッサム・パール&ブラウン、新色のプラチナホワイト・パール&ブラウンの3種に。N-BOXカスタムは継続設定となるプラチナホワイト・パール&ブラックに、新色のミッドナイトブルービーム・メタリック&シルバーとHondaの軽自動車で初のボディカラーとなるプレミアムクリスタルレッド・メタリック&ブラック（有料色）を追加した。
- 2021年
  - 1月8日 - 2020年2月まで販売されていたN-BOX SLASHを含むN-BOXシリーズの2020年暦年（1月 - 12月）の販売台数が195,984台を記録し、軽四輪車新車販売台数において6年連続の第1位と、登録車を含めた新車販売台数において4年連続の第1位を同時に獲得したことを発表。新車販売台数において4年連続の第1位獲得はHondaでは初となった[79]。
  - 4月6日 - N-BOXシリーズの2020年度（2020年4月 - 2021年3月）の販売台数が197,900台を記録し、暦年に続き年度においても軽四輪車新車販売台数において6年連続の第1位を獲得したことが発表された[80]。
  - 6月4日 - 販売終了済の派生モデルを含めたN-BOXシリーズの累計販売台数が2021年5月末時点で200万台を突破したことを発表。初代モデルの発売開始から9年5ヵ月での記録達成は、2013年4月に200万台を達成したフィットシリーズの11年9ヵ月を上回り、Hondaでは最速記録となった[81]。
  - 7月6日 - N-BOXシリーズの2021年上半期（2021年1月 - 6月）の販売台数が167,317台を記録し、軽四輪車新車販売台数で第1位を獲得したことが発表された[82]。
  - 10月6日 - 2021年度上半期（2021年4月 - 9月）の販売台数が90,453台を記録し、軽四輪車新車販売台数で第1位を獲得したことが発表された[83]。
  - 12月16日 - 一部改良並びにカスタム特別仕様車「STYLE+ Black」が発表された（翌12月17日発売）[84]。

一部改良では、パーキングブレーキをオートブレーキホールド付電子制御式に変更し、「Honda SENSING」の一つとして装備されているACCを渋滞追従機能付に強化された。また、ボディカラーが一部変更され、N-BOXはピーチブロッサム・パール（有料色、「コーディネートスタイル」に設定のピーチブロッサム・パール&ブラウンを含む）を廃止したことで6色（コーディネートスタイルは2色）に整理。N-BOXカスタムはシャイニンググレー・メタリックをメテオロイドグレー・メタリック（有料色）へ差し替え、プレミアムサンライトホワイト・パール（有料色）を追加して7色に拡大した。
特別仕様車は初代N-BOXの発売から10周年を機に、Nシリーズ共通で展開する新ブランドの第1弾として設定されるもので、LEDヘッドライト・フロントグリル・ガーニッシュ（フォグライト・リアライセンス）・リアバンパー・LEDコンビネーションランプにベルリナブラック加飾を、助手席インパネとステアリングロアーのガーニッシュとドアオーナメントパネルにメタルスモーク偏光塗装をそれぞれ施すとともに、ドアミラーとアウタードアハンドルをクリスタルブラック・パールに、N-BOX Customエンブレムを専用塗装に、フロントグリルガーニッシュをダーククロームメッキに、アルミホイールをブラック塗装とした。また、NA車の「L STYLE+ Black」はターボ車に標準装備されているグレーステッチの本革巻セレクトノブとステアリングホイール、リア右側パワースライドドア、アレルクリーンプラスシートも特別装備される。
- 2022年
  - 1月11日 - 2021年暦年（1月 - 12月）の販売台数が188,940台を記録し、軽自動車新車販売台数において7年連続の第1位を獲得したことが発表された[85]。
  - 4月6日 - 2021年度（2021年4月 - 2022年3月）の販売台数が191,534台を記録し、軽自動車新車販売台数では7年連続の第1位獲得、登録車を含めた新車販売台数では2019年度以来2年ぶりの第1位奪還となった[86]。
  - 7月6日 - 2022年上半期（2022年1月 - 6月）の販売台数が103,948台を記録し、登録車を含めた新車販売台数第1位を獲得したことを発表[87]。暦年上半期では2020年以来2年ぶりの第1位奪還となった。
  - 10月6日 - 2022年度上半期（2022年4月 - 9月）の販売台数が86,876台を記録し、登録車を含めた新車販売台数で第1位を獲得したことを発表[88]。暦年上半期に続き、年度上半期でも2020年度以来2年ぶりの第1位奪還となった。
- 2023年
  - 1月11日 - 2022年暦年（1月 - 12月）の販売台数が202,197台を記録し、軽自動車新車販売台数において8年連続の第1位獲得、登録車を含めた新車販売台数では2020年以来2年ぶりの第1位奪還となった[89]。
  - 3月31日 - 原材料価格や物流費などの世界的な高騰に伴い、4月21日発売分からフリード、ステップワゴンと共にメーカー希望小売価格の改定を実施し、全タイプ一律でN-BOXは19,800円・N-BOX Customは35,200円（10%の消費税込、スロープ仕様は消費税非課税のため、N-BOXは18,000円・N-BOX Customは32,000円）それぞれ値上げされた[90]。
  - 7月 - VSAスイッチの形状が変更された（公式公表なし）。
  - 7月6日 - 2023年上半期（2023年1月 - 6月）の販売台数が112,248台を記録し、登録車を含めた新車販売台数第1位を獲得したことが発表された[91]。

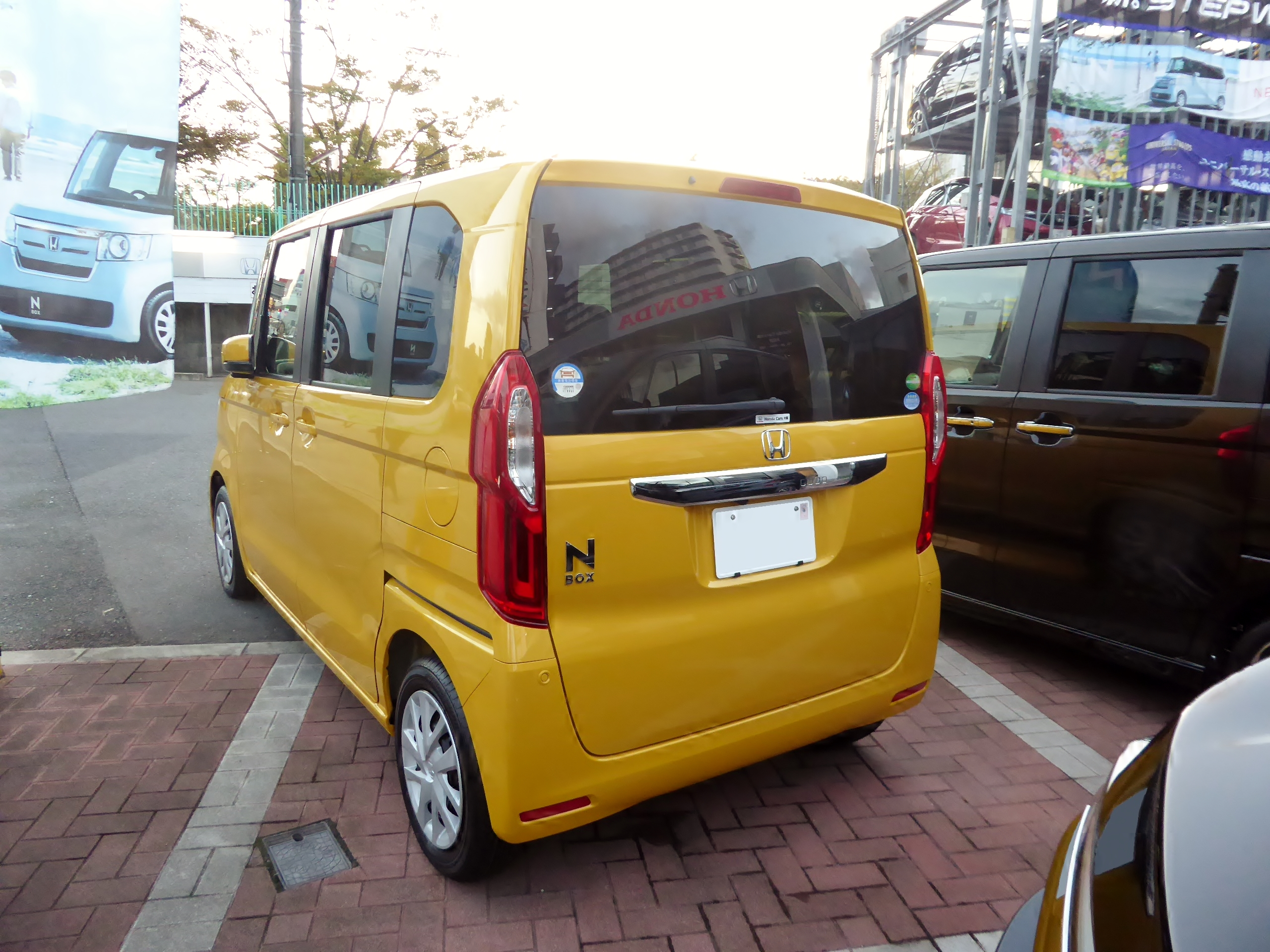
2017年8月初期型 G・EX Honda SENSING 後面
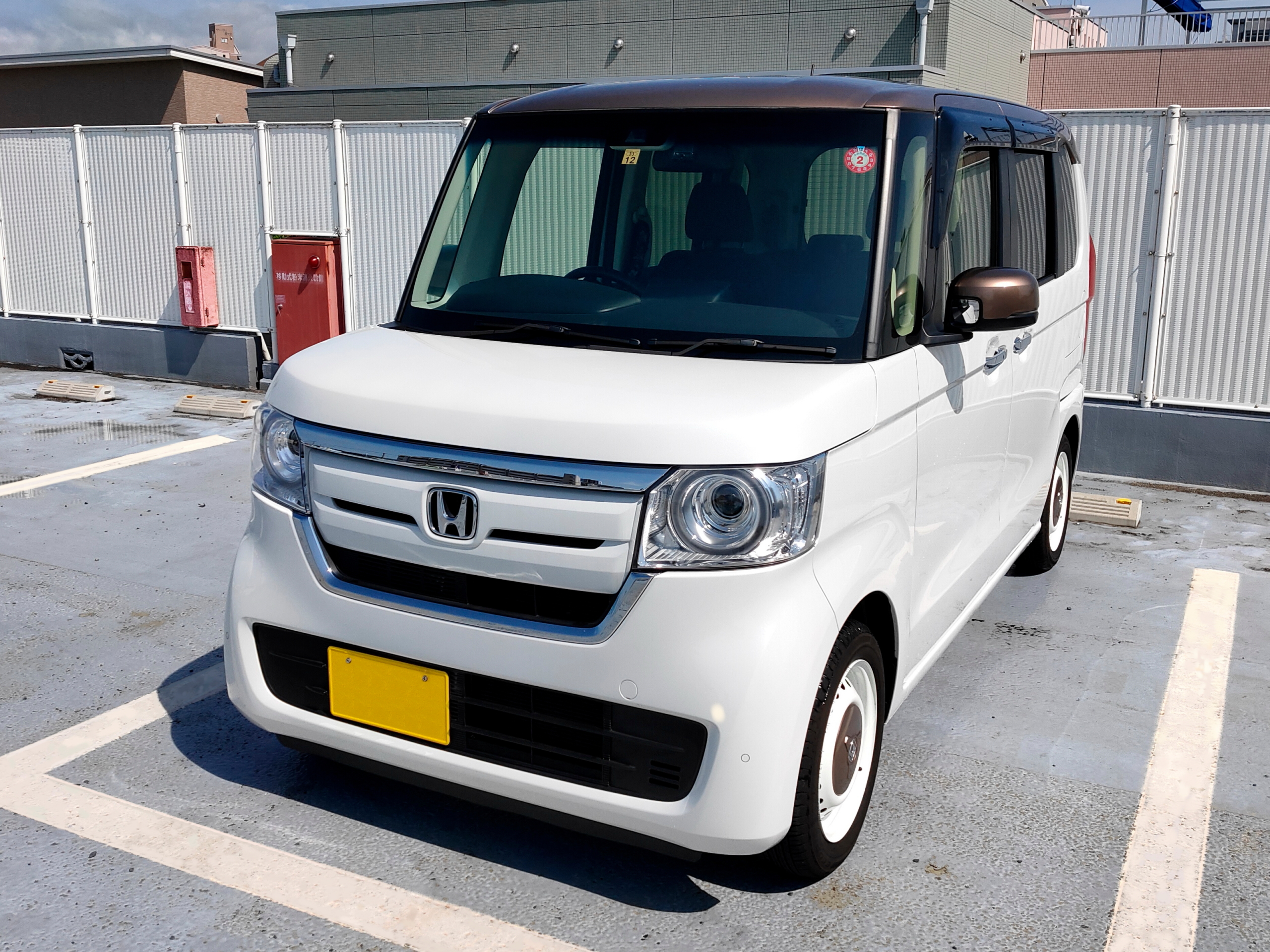
2017年8月初期型 G・EX COPPER BROWN STYLE
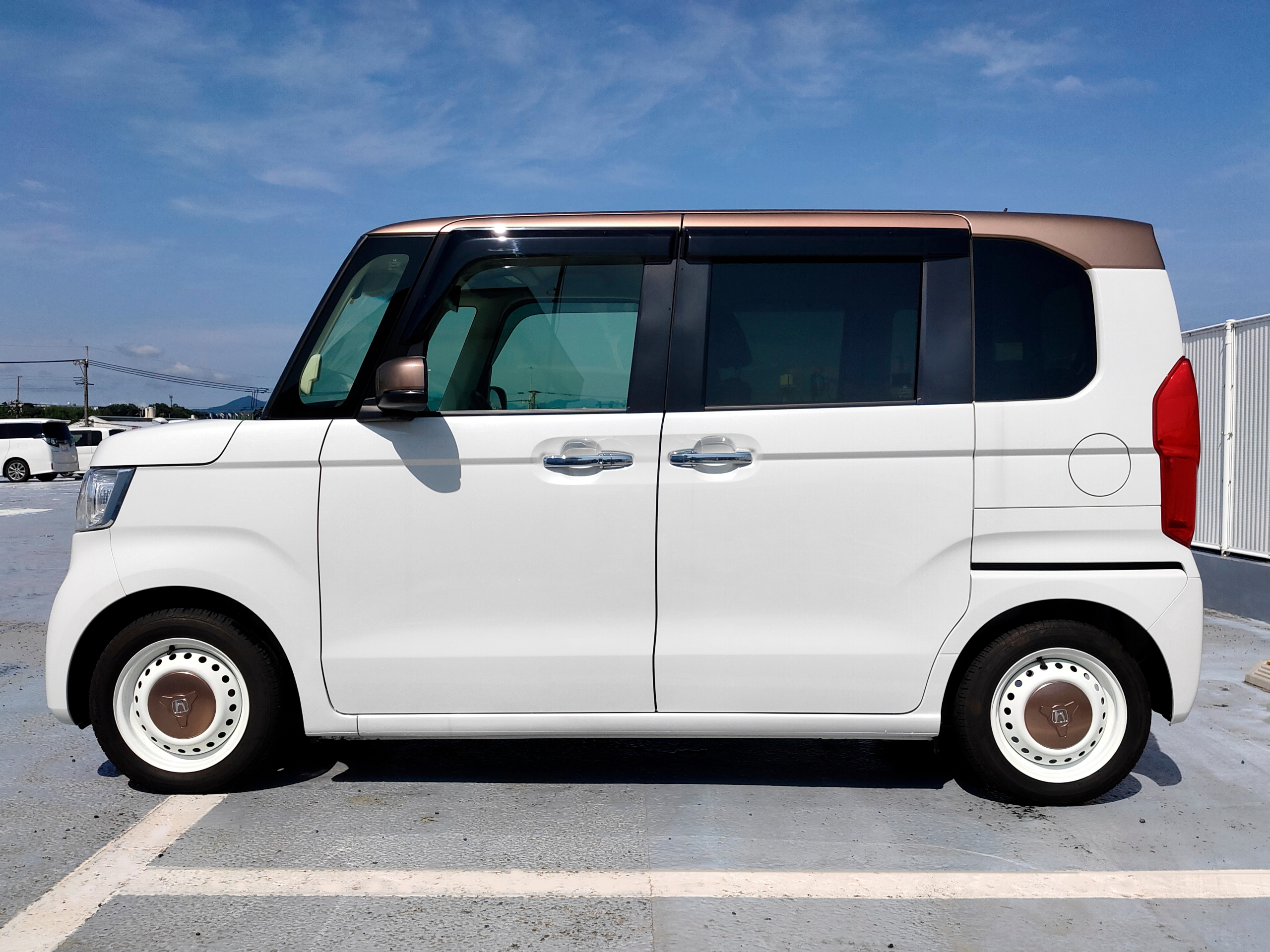
2017年8月初期型 G・EX COPPER BROWN STYLE 側面
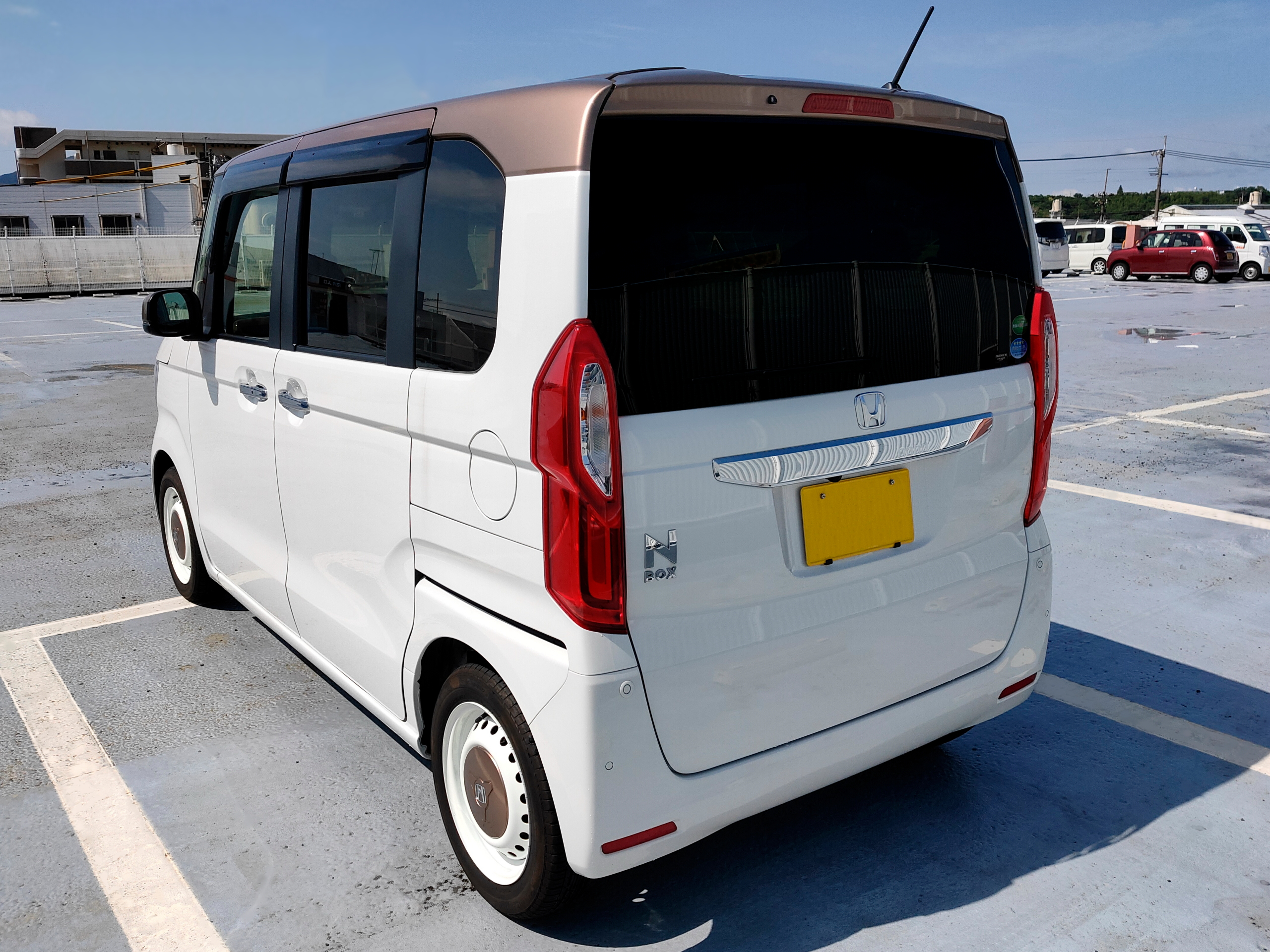
2017年8月初期型 G・EX COPPER BROWN STYLE 後面
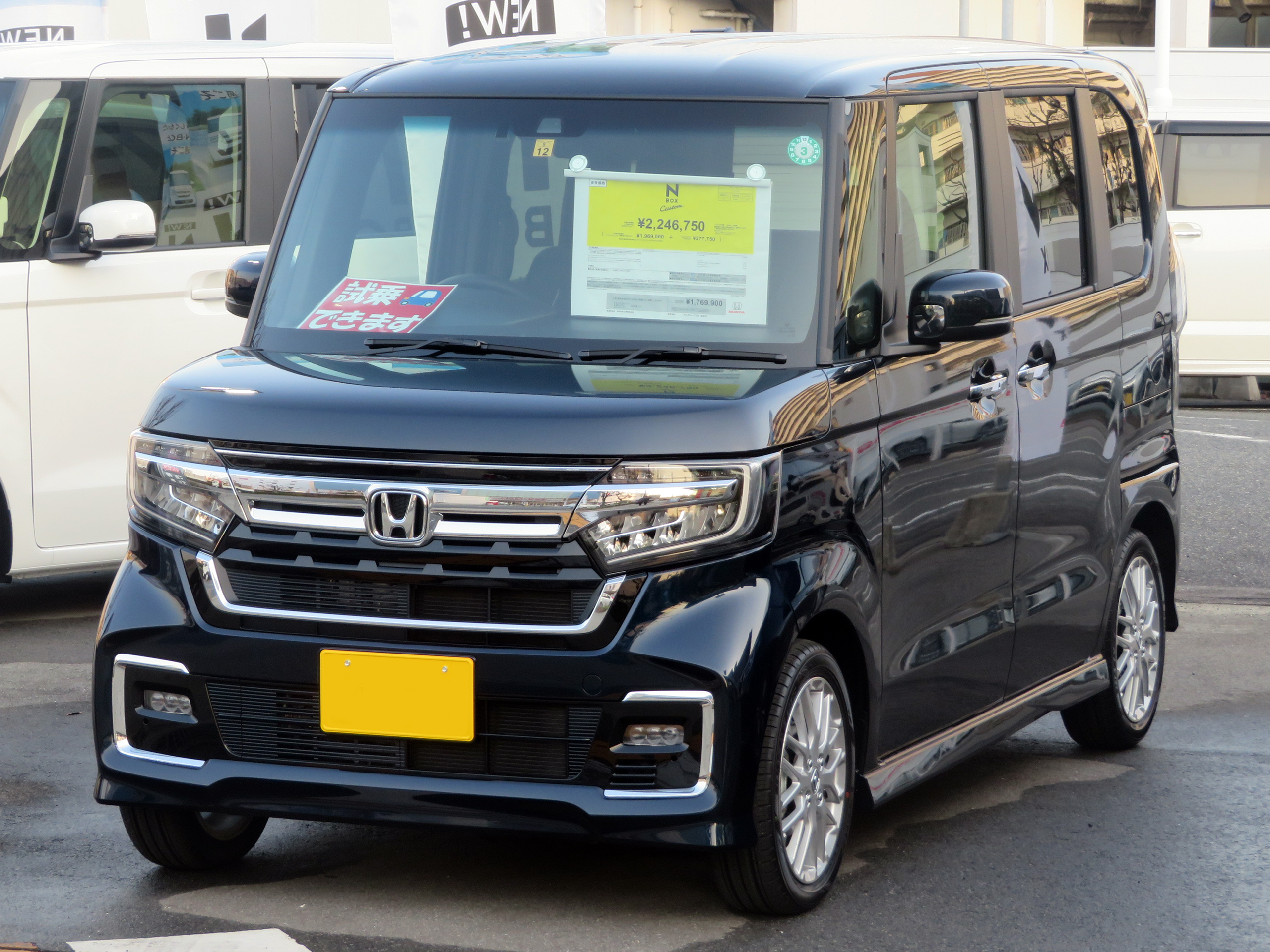
2020年12月改良型 カスタムL・ターボ

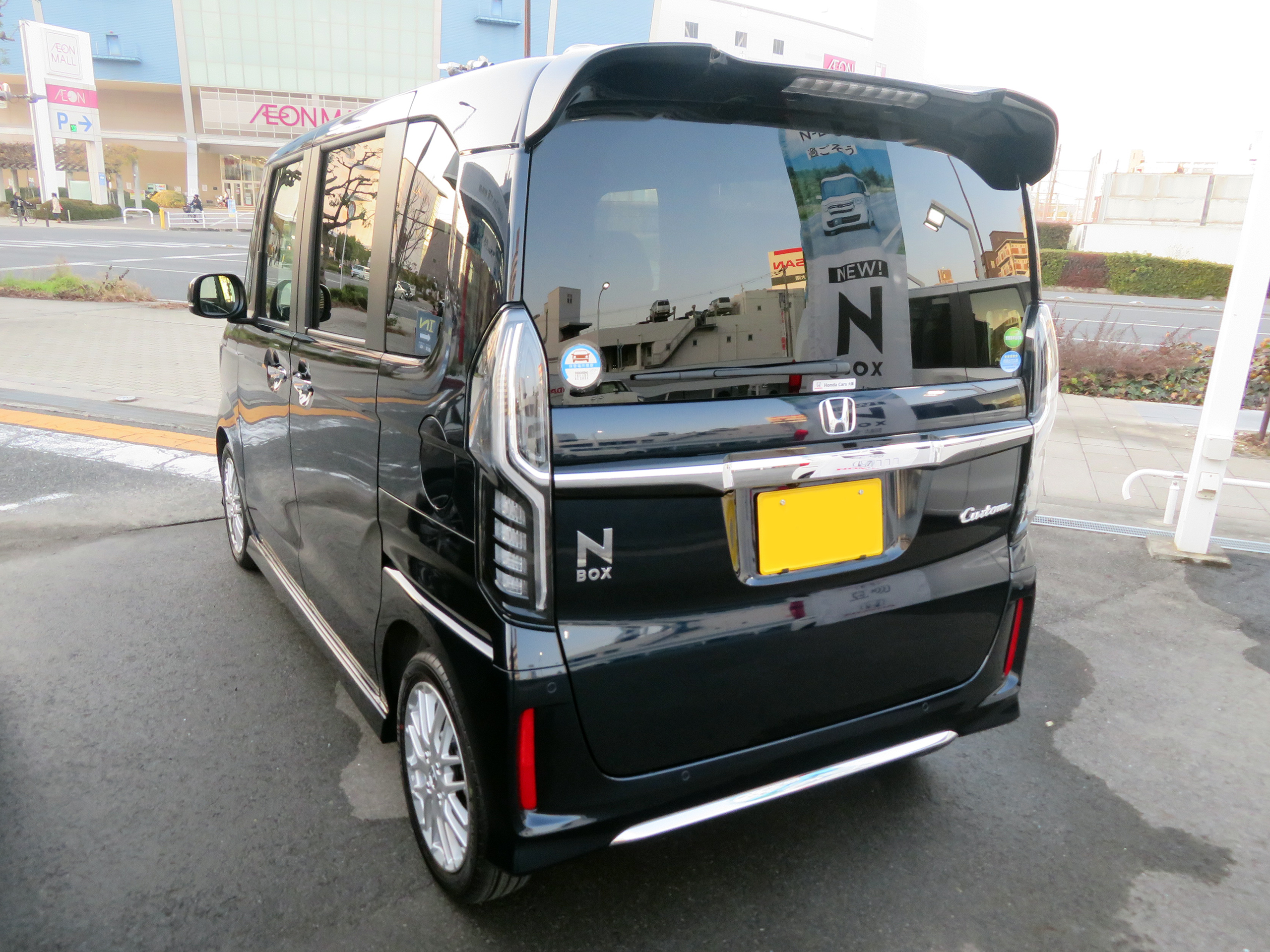
2020年12月改良型 カスタムL・ターボ 後面
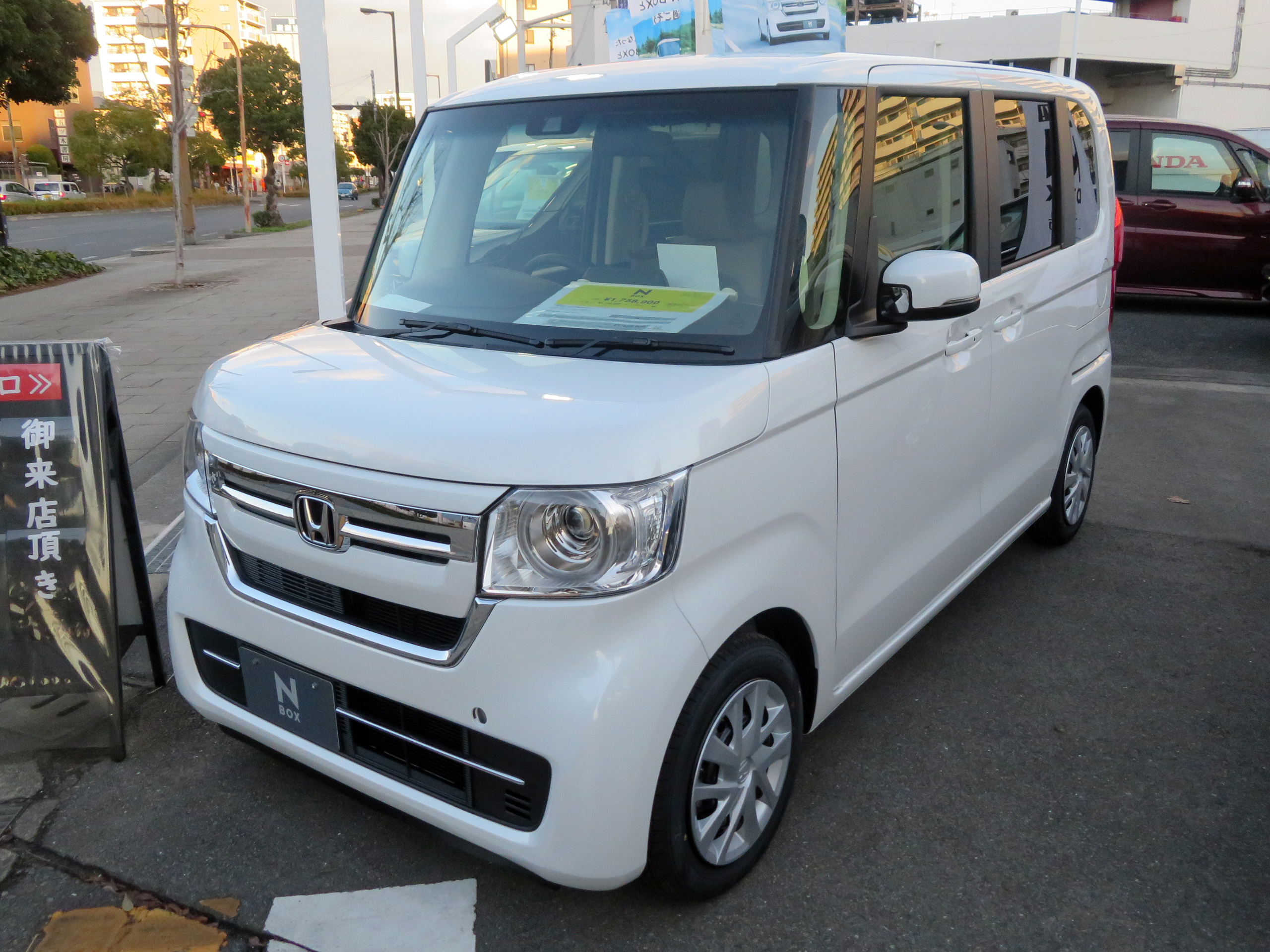
2020年12月改良型 L
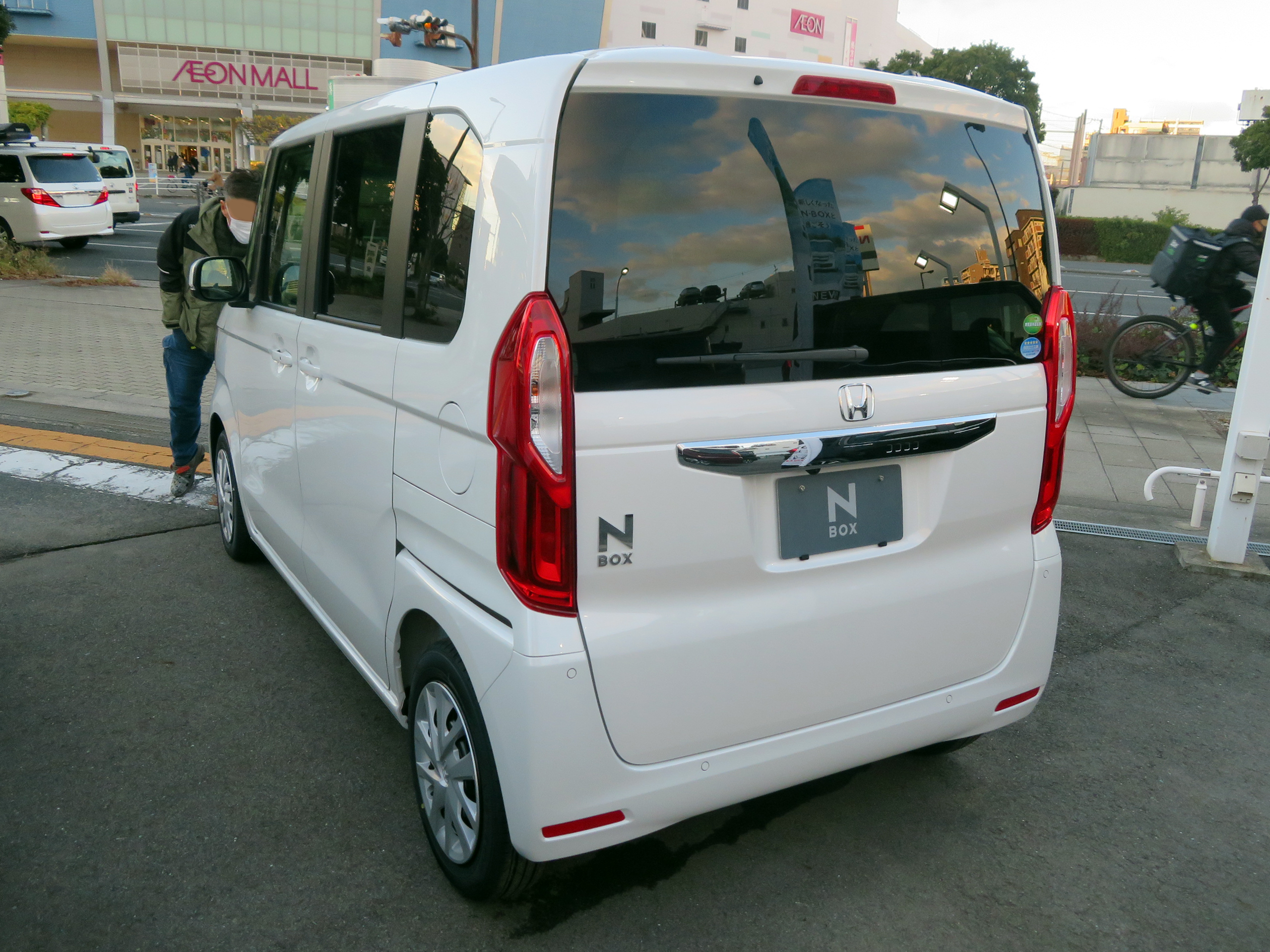
2020年12月改良型 L 後面
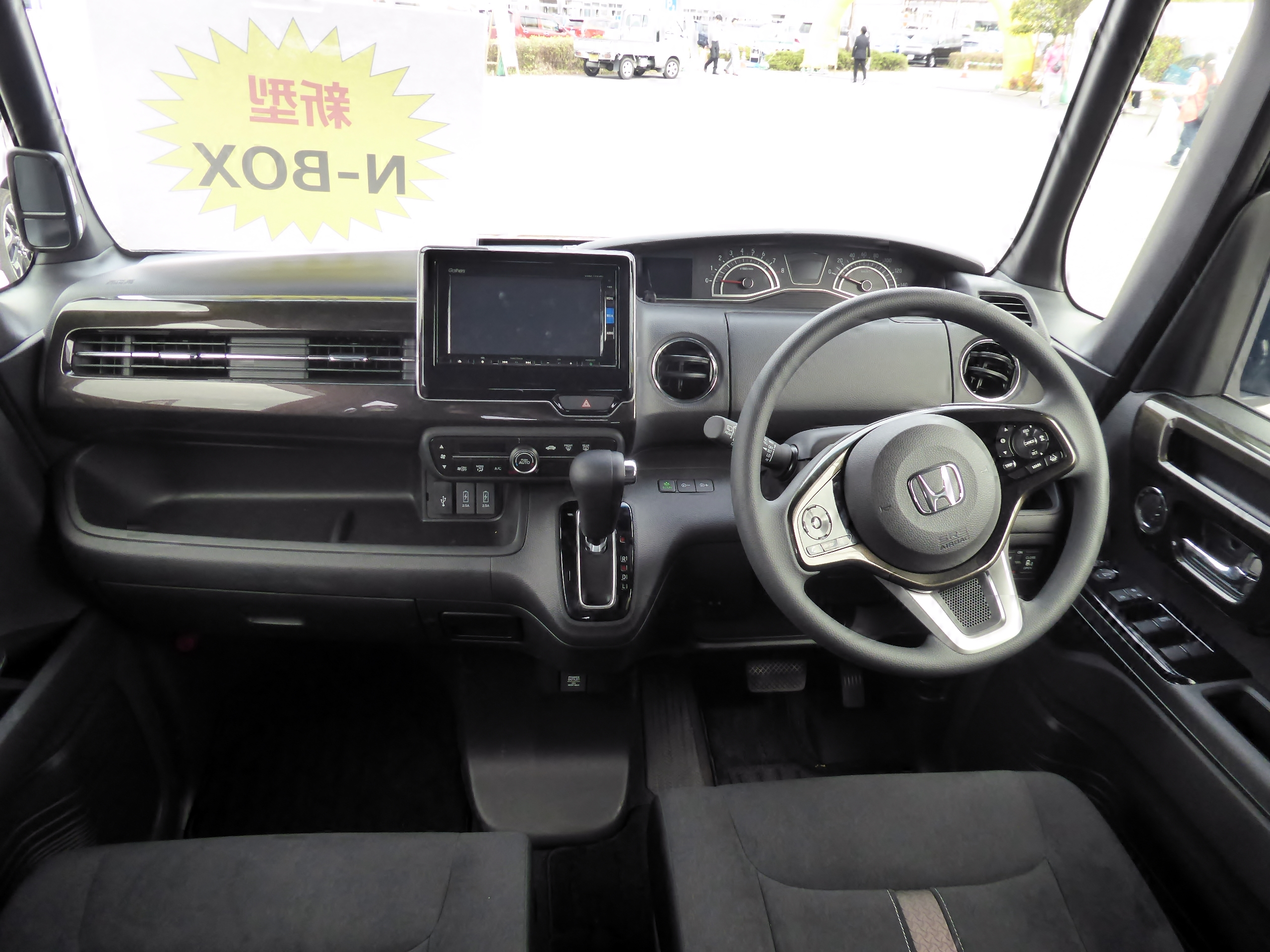
2017年8月初期型 カスタムG・EX Honda SENSING 室内
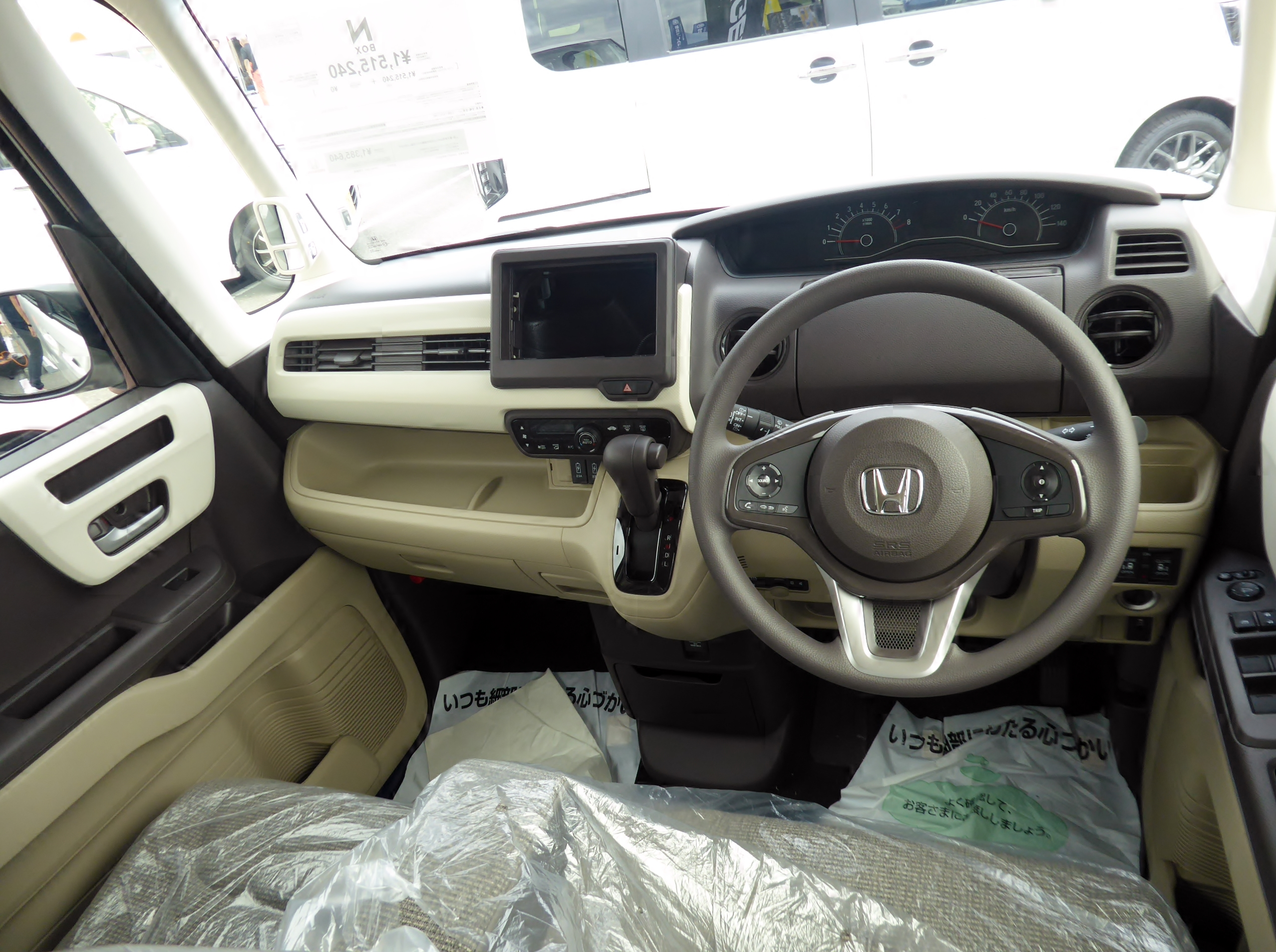
2017年8月初期型G・L 室内(Honda SENSINGレス)

## 3代目 JF5/6型（2023年 - ）
- 2023年10月5日 - 2度目のフルモデルチェンジを発表（翌10月6日発売）[92]。

外観では、N-BOXはフロントグリルが小さな丸穴デザインとなり、フルLEDヘッドライトはヒトの瞳を想起させる立体的な造形となった。N-BOXカスタムは立体的な造形となったフロントグリルの上部に横一文字のフロントアクセサリーLEDが追加され、フルLEDヘッドライトがHonda車初採用となるダイレクトプロジェクション式となった。また、テールゲート右下に装着されているカスタムエンブレムは2代目までの「Custom」から全て大文字の「CUSTOM」へ変更された。内装はN-BOXはグレージュ基調、N-BOXカスタムはブラック基調となる。
内装では、メーターがHondaの軽自動車で初となる7インチTFT液晶となったことでダッシュボードがフラット化。メーターは大型のマルチインフォメーション・ディスプレイを兼ねており、「Honda SENSING」の作動状態などを表示する「シンプルモード」をはじめ、下部に100種類の背景がランダム選択で表示されるカレンダー機能や、誕生日などを表示できる記念日表示機能などを備えている。また、左側フロントピラー内側に設置されている駐車時のサポートミラーである「ピタ駐ミラー」は左前方の視界を向上させるため、サイドアンダーミラーを助手席側ドアミラーの根元へ独立して移設された。装備面では、あらかじめ施錠操作をすることでパワースライドドアの全閉後に自動で施錠が可能なパワースライドドア予約ロック機能を追加。グローブボックスは2代目モデルの2倍以上に大容量化され、リアには大型サイズのドリンクホルダー付サイドポケットが追加された。また、静粛性向上のため遮音フィルムや吸音シートを追加。
パワートレインは2代目モデルから継承され、エンジンはS07B型を踏襲。出力・トルク性能は変更ないものの、制御の見直しが行われた。CVTは変速制御が見直され、アイドリングストップ領域の拡大により、前向き駐車時に停止（DまたはNレンジ）から駐車（Pレンジ）にシフトチェンジした場合にエンジンをかけずに駐車することが可能となった。
燃料タンクの容量は2代目モデルと変わらず2WDが27リットルで、4WDが25リットル。
Hondaの軽自動車で初となる車載通信モジュール「Honda CONNECT」を採用。ディーラーオプションとしてホンダアクセス製の対応ナビ（8インチ又はN-BOX専用の9インチ）やディスプレイオーディオが設定された。また、サブスクリプションのコネクテッドサービス「Honda Total Care プレミアム」の利用が可能となり、スマートフォンでドアロックの解除などが可能な「Hondaデジタルキー」にパワースライドドアの操作が追加された。
安全運転支援システム「Honda SENSING」も機能強化され、フロントワイドビューカメラと前後8つのソナーセンサーで構成されたシステムとなったことで、前方または後方の障害物を検知して、衝突のおそれがある場合にブレーキ制御をかけることで衝突回避や衝突による被害軽減を支援する近距離衝突軽減ブレーキとNシリーズではN-WGNに次いでの採用となる障害物がない状態でもペダルの踏み間違いや踏み込み過ぎを検知して急発進・急加速を抑制して音と表示を警告する急アクセル抑制機能が追加された。
タイプ体系が刷新され、N-BOXはNA車のみとなり、標準仕様となる「N-BOX」とオフホワイトのドアミラーやアウタードアハンドル、ボディー同色のフルホイールキャップを採用したパッケージ「ファッションスタイル」の2種類に、N-BOXカスタムはNA車とターボ車が設定され、標準仕様の「N-BOX CUSTOM」・「N-BOX CUSTOM ターボ」と、2代目モデルにも設定されていた「コーディネートスタイル」をパッケージとして設定され、モノトーン仕様とブラックルーフの2トーン仕様を設定した。福祉車両のスロープ仕様車も2代目に引き続き設定され、「N-BOX スロープ」、「N-BOX CUSTOM スロープ」の2タイプを設定。電動ウインチが速度調整・進路補正機能付となった。
ボディカラーは2代目モデル（2023年4月価格改定時）から、プラチナホワイト・パール（有料色）、プレミアムサンライトホワイト・パール（有料色）、ルナシルバー・メタリック（N-BOX専用色）、クリスタルブラック・パール、タフタホワイトIII（「N-BOX スロープ」専用色）、ミッドナイトブルービーム・メタリック（有料色/N-BOXカスタム専用色）が踏襲され、N-BOXカスタム専用色だったメテオロイドグレー・メタリック（有料色）はN-BOXでも設定が可能となった。新色としてトワイライトミストブラック・パール（有料色）が追加設定。「N-BOX ファッションスタイル」はオータムイエロー・パール、フィヨルドミスト・パール、プレミアムアイボリー・パールIIの3色を設定。「N-BOX CUSTOM コーディネートスタイル」は本タイプに限って無償設定となるプラチナホワイト・パールに加え、2代目モデルでは2トーン専用だったプレミアムクリスタルレッド・メタリック（有料色）がモノトーンでも選択可能となり、スレートグレー・パールが追加された。
- 2024年9月26日 - 一部改良並びに新モデル「N-BOX JOY」が発表された（9月27日発売）[93]。

一部改良では従来N-BOXカスタム専用装備だった運転席&助手席シートヒーターを「N-BOX」・「N-BOX ファッションスタイル」にも拡大して標準装備され、「N-BOX CUSTOM」・「N-BOX CUSTOM ターボ」のメーカーオプションであるマルチビューカメラシステムは各タイプの「コーディネートスタイル」でも設定可能となった。ボディカラーはプレミアムサンライトホワイト・パール（有料色）、ミッドナイトブルービーム・メタリック（有料色）、トワイライトミストブラック・パールの3色が「N-BOX COSTOM コーディネートスタイル」でも設定が可能となり、ブラックとの2トーンカラーも設定された。
「N-BOX JOY」はアクティブスタイルの位置づけとなっており、外観は中央部に凹みを与えた専用意匠としたフロントグリルをはじめ、バンパーのコーナー、ドアミラー、アウタードアハンドル、リアライセンスガーニッシュがブラック（フロントグリルとバンパー以外はクリスタルブラック・パール塗装）で統一され、LEDヘッドランプが表面に模様が施されたシルバー仕上げのハウジングと先端にシルバーリングを採用した専用意匠となり、ドアの低い位置にブラックのロアーガーニッシュを装着。ホイールはベルリナブラック塗装のスチールホイールとハーフホイールキャップのデザインとし、ターボ車にはメッキホイールリングも装着。テールゲート右下にはクロームメッキのJOYエンブレムが装着される。
内装は「ふらっとテラス」と呼ばれる専用内装が採用されており、フロア後端がN-BOXやN-BOXカスタムよりも80mm高く設定され、凹凸を少なくするためにリアシート背面にプレートとクッション材を追加、フロアのストラップ機構にヒンジ式のリッドが設けられた。シートには撥水ファブリックのチェック柄コンビシート（NA車はトリコット、ターボ車はプライムスムース）が採用され、リアシート背面やスライドボード上面にも撥水素材が設けられている為、後部をテラスとして使用する際にもフロアのほぼ全面が撥水ファブリック面となる。なお、フロア後端が高く設定された分、約18Lの大容量を確保したフロアアンダーボックスが設けられ、左右には浅底のポケットを備えた。蓋は樹脂製のフロアエンドボードが採用されている。
タイプ体系はNA車の「N-BOX JOY」とターボ車の「N-BOX JOY ターボ」の2種類を設定。ボディカラーはモノトーンは共通色のプラチナホワイト・パール（有料色）とクリスタルブラック・パールの2色。ブラックとの組み合わせとなる2トーンはスレートグレー・パール、フィヨルドミスト・パール、オータムイエロー・パールに、N-BOXでは初設定となるボタニカルグリーン・パールとデザートベージュ・パールを加えた5色が設定された。
- 2025年
  - 4月17日 - 「N-BOX」・「N-BOX CUSTOM」を一部改良（4月18日発売）[94]。

「N-BOX CUSTOM コーディネートスタイル（ターボを含む）」にLEDフォグライト+フォグライトガーニッシュ（ダーククロームメッキ）を標準装備、「N-BOX CUSTOM ターボ」にLEDフォグライト+フォグライトガーニッシュ（クロームメッキ）のメーカーオプション設定を追加した。
「N-BOX ファッションスタイル」にはルーフとドアミラーにプレミアムディープモカ・パールを配色した2トーンカラーが追加設定された。
  - 5月19日 - 「N-BOX JOY」の価格改定を発表（5月26日受注開始・10月2日発売）[95]。

原材料価格や物流費などの世界的な高騰に伴うもので、モノトーン・2トーンを問わず、「N-BOX JOY」は55,000円、「N-BOX JOY ターボ」は63,800円（いずれも10%の消費税込）それぞれ値上げされる。

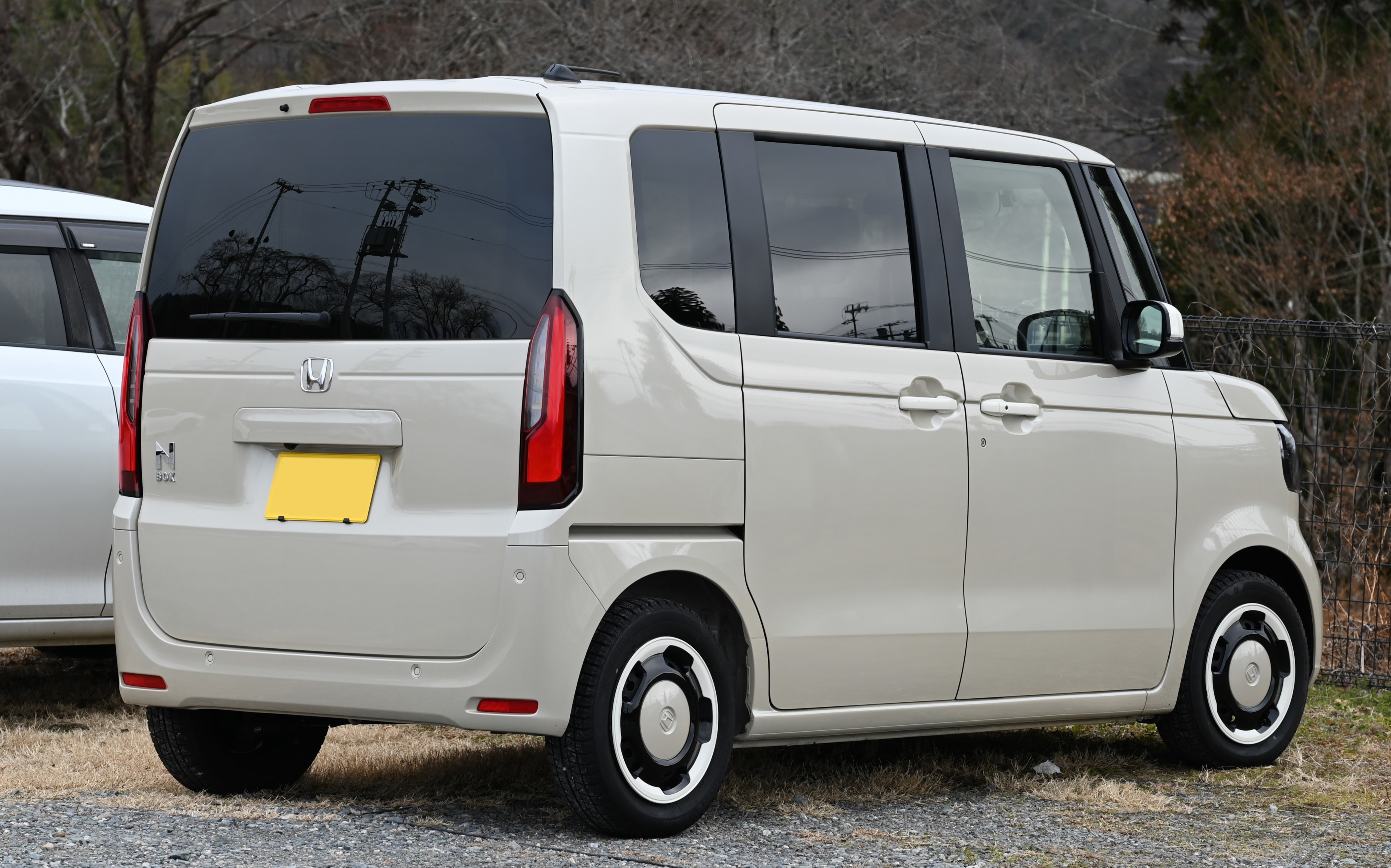
N-BOX リア
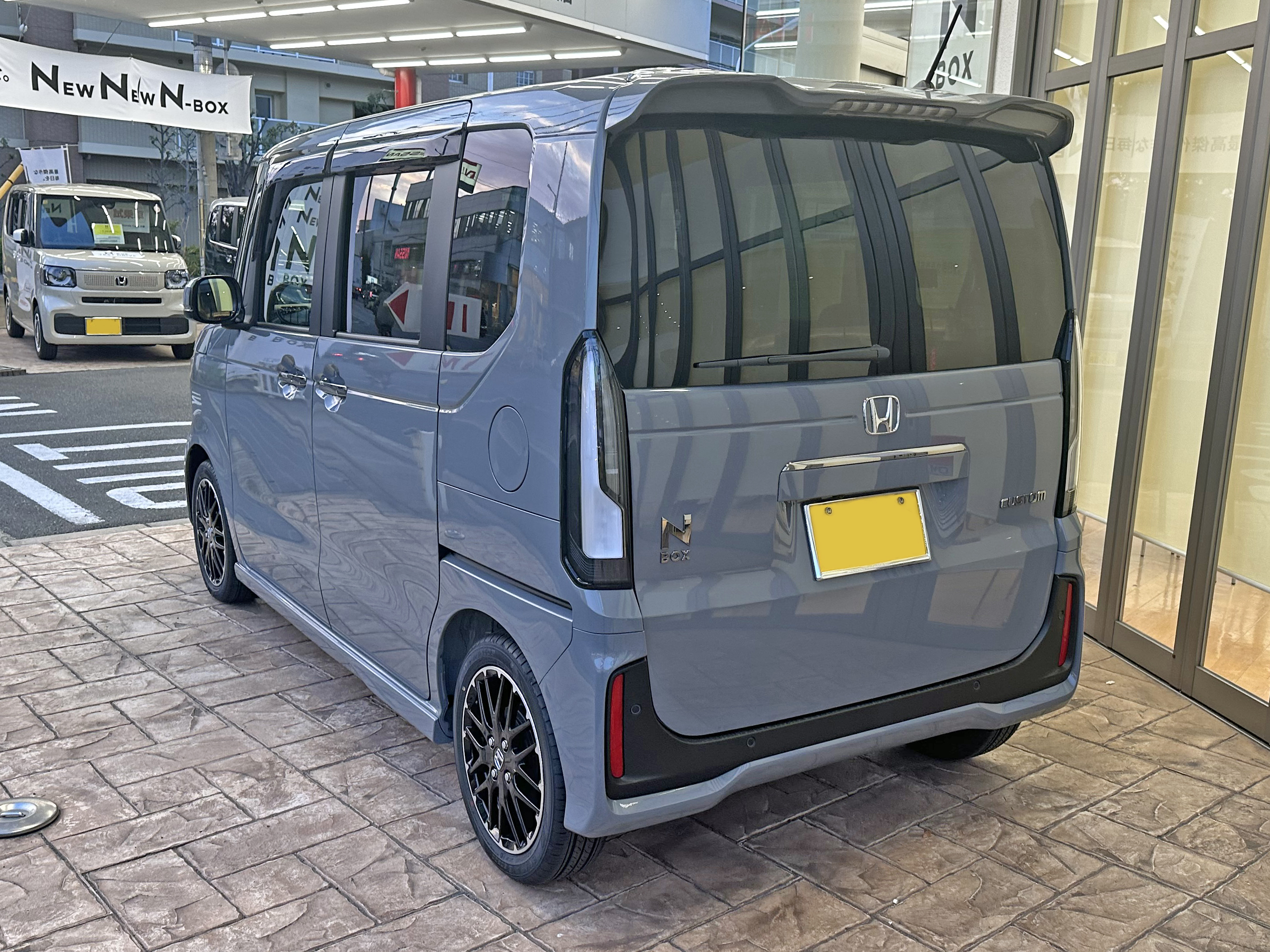
N-BOX CUTOMターボ コーディネートスタイル リア
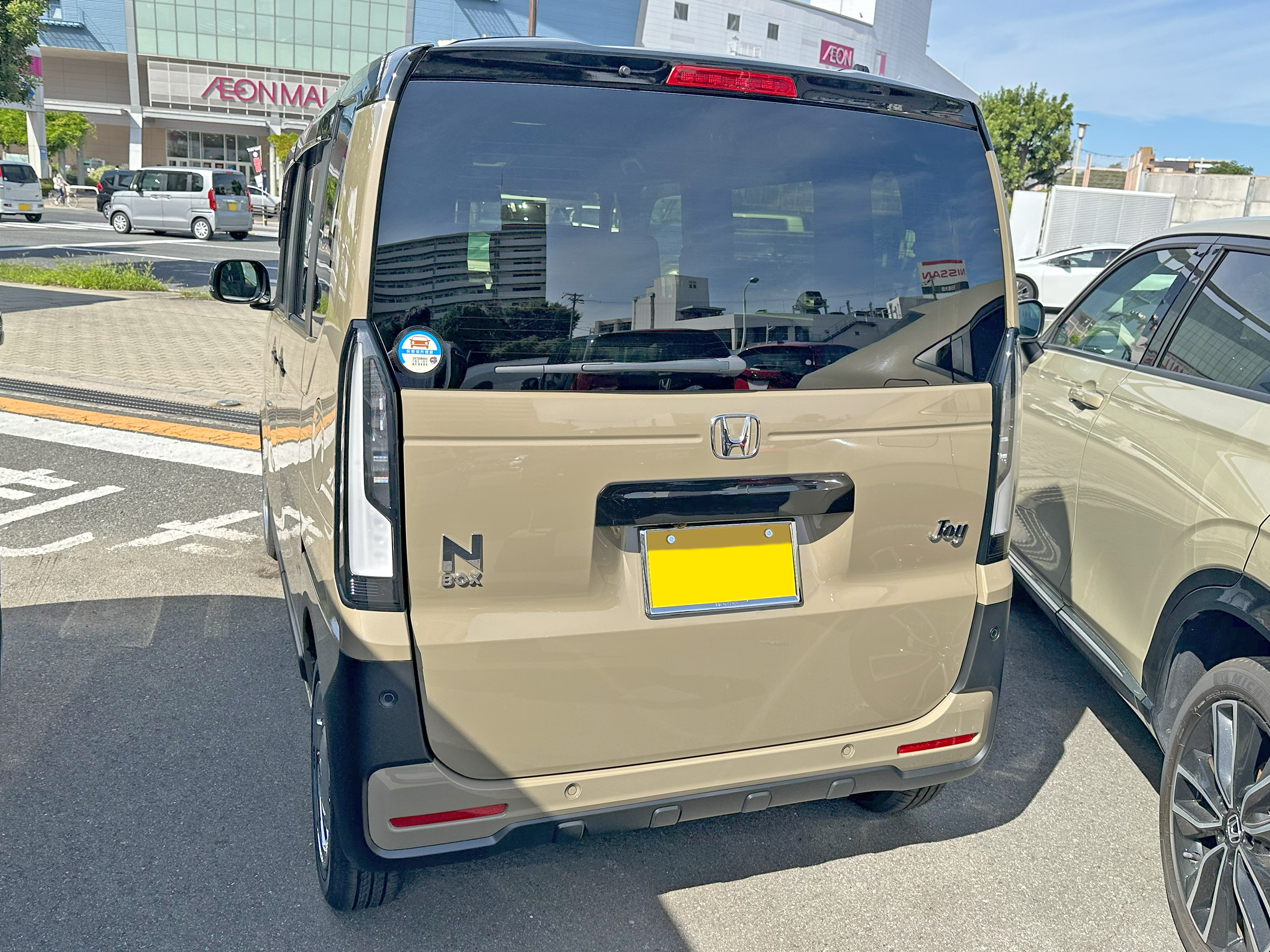
N-BOX Joyターボ リア

## 車名の由来
「N」はホンダ初の本格的量産4輪モデルである「N360」の「N」をモチーフに、「もう一度原点に立ち返って新時代の4輪車を造りたい」という思いを込めている。また、「New」「Next」「Nippon」「Norimono（乗り物）」のそれぞれの頭文字も含め「これからの新しい日本の乗り物を創造する」という意味合いも込めている。「BOX」はその姿形、「+」はコンセプトの「新しい可能性をプラスする」より。
ちなみに「N」の命名者は佐藤可士和で、同時にロゴデザイン・CMのディレクションも手掛けている。

## 受賞歴
- 2012年
  - 11月1日 - N-BOX+が2012～2013日本自動車殿堂カーオブザイヤーを受賞[97]。
  - 11月1日 - N-BOXが日経トレンディが選ぶ「2012年ヒット商品ベスト30」の12位に選出される[98]。
  - 11月25日 - 『Nシリーズ』としてグッドデザイン賞金賞を受賞[99]。
- 2017年
  - 11月9日 - 2代目N-BOXが2017～2018日本自動車殿堂カーオブザイヤーを受賞[100]。
  - 12月11日 - 2代目N-BOXが2017-2018日本カー・オブ・ザ・イヤーの「スモールモビリティ部門賞」を受賞[101]。
- 2023年
  - 12月13日 - 3代目N-BOXがオートカラーアウォード2023グランプリ受賞[102]。受賞対象カラーはオータムイエロー・パール（ext）／グレージュ×グレー（int）。
  - 車名別国内新車販売台数が2年連続で首位を獲得した [103]。